# Vampire: The Masquerade - Bloodlines
Vous lisez un « article de qualité » labellisé en 2019.
Pour les articles homonymes, voir Vampire (homonymie), Masquerade et Bloodline.
Vampire: The Masquerade - Bloodlines (ou simplement Bloodlines, parfois abrégé VTMB) est un jeu vidéo de rôle (RPG) développé par Troika Games et édité par Activision sur PC (Windows) en novembre 2004 en Europe et en Amérique du Nord. Ce RPG, aussi bien affiché à la première qu'à la troisième personne, est orienté narration et fait la part belle à l'action et à des phases d'infiltration. C'est la deuxième adaptation du jeu de rôle papier originel Vampire : La Mascarade, après Rédemption sorti en 2000.
L'intrigue prend place dans l'univers du Monde des ténèbres de White Wolf Publishing, et plus précisément du jeu Vampire : La Mascarade. Le joueur incarne un personnage masculin ou féminin transformé en vampire dans un Los Angeles du XXIe siècle. Le jeu met en scène le parcours de ce débutant du monde vampirique, qui se trouve contraint d'enquêter sur un mystérieux sarcophage récemment découvert contenant une relique censée provoquer la disparition de tous les vampires. Le joueur choisit le clan du personnage joueur, si bien que celui-ci se voit doté de pouvoirs et capacités spécifiques et uniques en fonction du choix, ce qui influence la façon dont l'avatar est perçu dans l'univers du jeu. Grâce à des points d'expérience gagnés en réalisant des missions, le joueur fait progresser ses capacités, aussi bien en combat, grâce à des caractéristiques comme la force ou la manipulation, que dans la persuasion, dans son aspect, dans son érudition, ou certaines techniques comme sa maîtrise de l'informatique ou l'effraction. En fonction des capacités de son avatar, le joueur use de méthodes violentes ou non-violentes, parfois avec intimidation, d'autres avec séduction. Le joueur peut avancer dans l'intrigue principale ou effectuer des quêtes secondaires en établissant des relations avec les personnages non-joueurs, en se déplaçant librement entre les différents quartiers ou banlieues de Los Angeles que sont Santa Monica, Downtown, Hollywood et Chinatown.
Troika Games commence la production du jeu en novembre 2001, après s'être rapproché d'Activision avec l'idée de réaliser un jeu vidéo de rôle à la première personne. L'éditeur suggère d'utiliser la franchise Vampire : La Mascarade, puisque le jeu Rédemption développé par Nihilistic Software un an plus tôt connaît un succès suffisant pour mériter une suite. Troika Games obtient sous licence le droit d'utiliser le moteur de jeu Source auprès de Valve, alors en développement pour le jeu Half-Life 2 également en pleine conception. Le processus de création de Bloodlines s'avère tourmenté, puisque le projet initial dépasse les capacités de production de l'équipe et que cette dernière se retrouve sans producteur pendant presque une année, jusqu'à la nomination par Activision de David Mullich à ce poste. Au bout de trois années de développement avec dépassement de budget et un jeu non-terminé, Activision fixe une date butoir, conduisant à la publication du jeu inachevé en novembre 2004.
Lors de sa sortie, Bloodlines reçoit un accueil mitigé quoique globalement positif, les critiques appréciant la qualité de la narration et la palette de choix à disposition du joueur, mais soulevant des problèmes techniques. C'est un échec commercial, et le dernier jeu développé par Troika Games avant sa faillite en 2005. Par la suite, le jeu bénéficie d'une meilleure considération, est vu comme un chef-d'œuvre imparfait et obtient un statut de jeu culte aussi bien auprès des joueurs que de la presse, grâce à un gameplay et une narration rarement imitée. Depuis sa publication initiale en 2004, Bloodlines a connu de nombreuses publications non-officielles réalisées par des fans, produisant des correctifs, des traductions et en rajoutant du contenu inutilisé. 
Une suite, Vampire: The Masquerade - Bloodlines 2, est prévue pour 2021, puis reportée.

## Trame

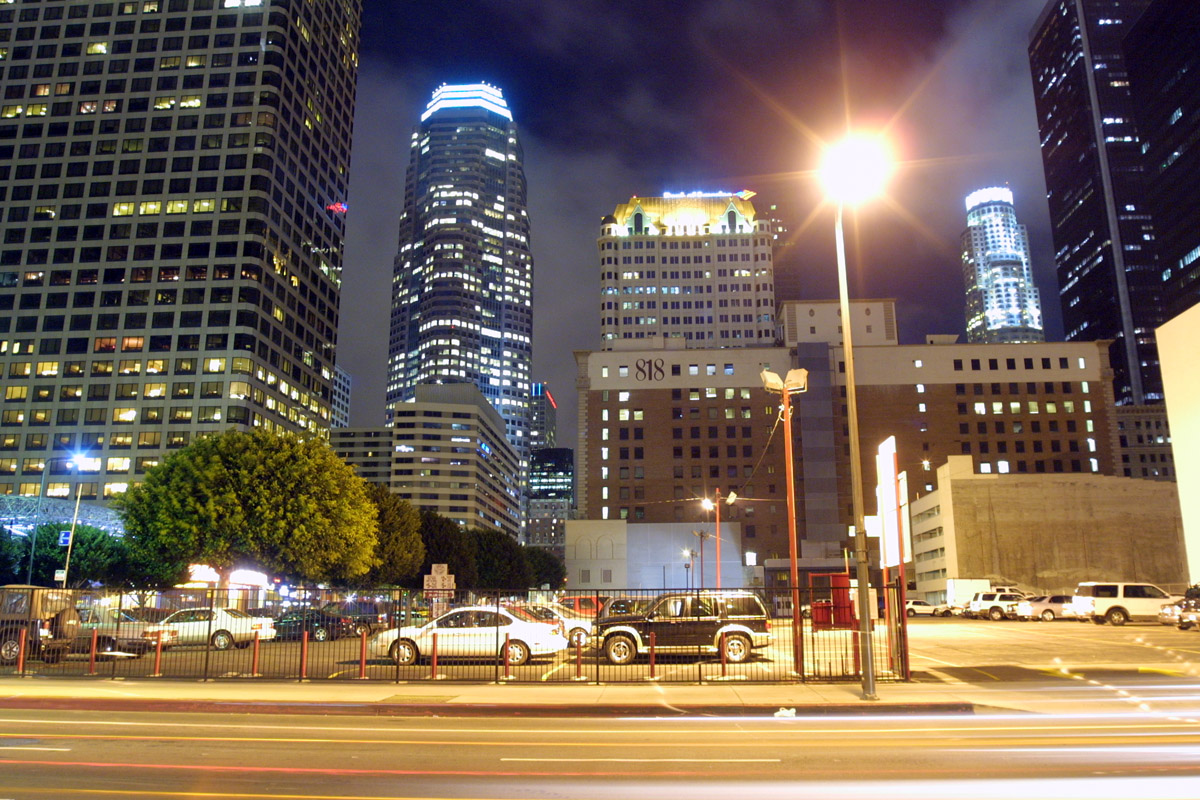
L'intrigue se déroule dans un Los Angeles du XXIe siècle, dans une réinterprétation sombre, gothique et nocturne de la ville.

### Monde des ténèbres
Bloodlines prend place dans l'univers du Monde des ténèbres de White Wolf Publishing, dans lequel des vampires, des loups-garous, des démons et d'autres créatures façonnent l'histoire humaine.
Le Monde des Ténèbres est un univers gothique-punk s'appuyant sur un contexte fantastique contemporain qui est la base commune de plusieurs jeux de rôle dans une cinquantaine de livres, comme Vampire, Loup-garou, Mage, Momie, Vampires d'Orient, Changelin, Wraith et Exterminateur. C'est la deuxième licence de jeu de rôle papier en termes de notoriété, derrière Donjons et Dragons,. L'univers du Monde des ténèbres, composé d’influences fantastiques et d'horreur, comme celui d'Anne Rice, met l'accent sur les interactions entre les personnages, politique et émotions en premier lieu, et sur des concepts adultes comme la sexualité. Tous les jeux de la série, centrés sur le storytelling, sont liés par un système de règles similaires et compatibles. Les luttes entre loups-garous, vampires et mages influencent le monde des hommes,,,.

### Vampire: La Mascarade
Les vampires vivent cachés parmi les humains depuis plusieurs siècles, sans que personne s'en rende compte, puisqu'ils n'ont pas la possibilité d'utiliser des capacités vampiriques devant eux,,. Appelée la Mascarade, cette pratique permet d'éviter de tuer inutilement et préserve les derniers lambeaux d'humanité de tout vampire,,. La société vampirique est divisée en clans, qui déterminent les capacités et le physique de chaque vampire. Les clans sont regroupés en sectes, ou suivant différents courants de pensée,. La Camarilla, qui dirige le monde des vampires et applique les lois de la Mascarade, est une secte composée de sept clans. Les Toreadors sont les plus proches de l'humanité, avec une passion pour la culture, l'art et la beauté. Ils ont des capacités accrues dans le domaine de l'intimidation, de la persuasion et de la manipulation. Les Ventrues sont des chefs nobles et puissants, doués pour la manipulation et obnubilés par le pouvoir et la richesse. Ils comptent parmi ceux à avoir défini la Camarilla. Les Brujahs sont des idéalistes qui excellent au combat, au fil du temps devenus pour la plupart des anarchistes violents. Ils jouent un rôle important dans la société vampirique par ses remises en causes des pratiques et des coutumes. Les Malkaviens sont soit maudits et fous, soit bénis et perspicaces, mais ils possèdent tous une intelligence vive et souffrent de diverses formes de démence. Les Tremeres, secrets et indignes de confiance, utilisent la magie du sang. Les monstrueux Nosferatus sont condamnés à une vie dans l'ombre pour éviter l'humanité. Les Gangrels sont des solitaires, en phase avec leur nature animale ; c'est un clan historique de la Camarilla, mais qui vient de la quitter. Les Anarchs sont quant à eux des vampires qui se retrouvent dans le courant de pensée de la Camirilla, puisqu'ils rejettent la bête en eux et s'attachent à conserver le peu d'humanité qui leur reste. Cependant, leurs idées diffèrent fondamentalement dans la façon d'y parvenir. Ces idéalistes sont donc indépendants, fermement en désaccord avec la structure politique telle qu'elle est, et croient en la redistribution du pouvoir entre tous les vampires. Cet aspect est en perpétuel débat au sein même de la communauté Anarchs,.
Les clans de la Camarilla sont vaguement unis par leur croyance aux objectifs de la secte et à leur opposition au Sabbat, une secte de vampires qui se délectent de leur nature, embrassant la bête qui les habite, ne se cachent pas des humains et n'hésite pas à les tuer,.
Les Kuei-Jin sont des vampires d'origine asiatique dirigés par Ming-Xiao, qui n'ont pas besoin de boire du sang et se considèrent comme supérieurs aux autres vampires. Ils se nourrissent de la force de vie des êtres vivants,,,. Les Giovannis sont une famille d'origine italienne formant un clan neutre, habitant un manoir,.

### Univers
L'intrigue se déroule dans un Los Angeles du XXIe siècle, où le joueur peut naviguer plus ou moins librement entre les différents quartiers ou banlieues de la mégalopole, que sont Santa Monica, Downtown, Hollywood et Chinatown,. Cette ville contemporaine est une réinterprétation gothique et torturée de Los Angeles, décrite par les développeurs du jeu comme un far west moderne,,. Certaines zones sont directement inspirées de lieux réels de la ville,. Celles-ci sont constituées d'un petit quartier seulement composé de quelques rues,. C'est un environnement urbain et underground ; les niveaux sont uniquement nocturnes, surtout sombres et glauques. Chaque zone est composée de lieux aux murs décrépits, de bars miteux et de clubs de striptease lugubres, d'hôtels douteux. Les rues sont arpentées par des fêtards faisant les cent pas, des sans-abris, des prostituées, des délinquants mais aussi des policiers en patrouille à pieds,,,,. Chaque zone comporte également un réseau d'égouts qui permet au héros de se déplacer dans la ville,. En plus des quatre environnements principaux, le jeu comporte également quelques petites zones supplémentaires accessibles ponctuellement, comme le réseau d'égouts, l'Ocean House Hotel, le manoir des Giovannis, l'Ordre de Léopold, ou le final du jeu.
À l'instar du jeu de rôle papier, Bloodlines intègre un contenu explicite, de la violence, avec un langage familier, parfois grossier, de la sexualité et de l'érotisme, et des personnages féminins hypersexualisés,,,.

### Personnages

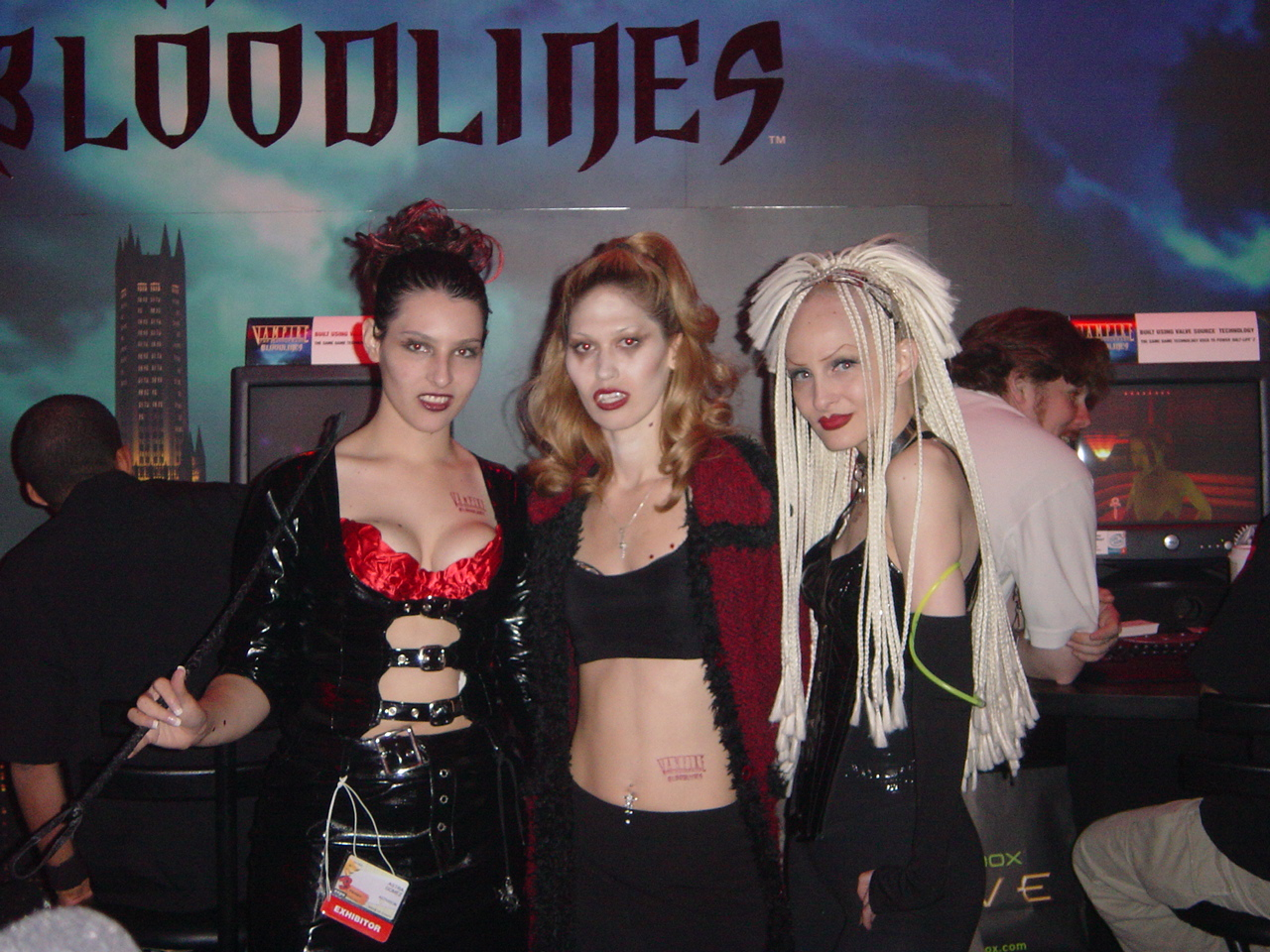
Trois cosplays officiels de plusieurs clans issus de Bloodlines lors de l'E3 2003.

Le personnage principal de Bloodlines est transformé en vampire en préambule du jeu. Il est donc novice et découvre ce monde et ses codes et coutumes. Le nom, le sexe masculin ou féminin, et le clan parmi les sept de la Camarilla, restent au choix du joueur en début de partie,. Il est au service du Ventrue Sebastian LaCroix, Prince de Los Angeles, qui domine la ville, et dirige les opérations de la Camarilla,. Les pérégrinations de cet infant à travers le monde des vampires le mettent en contact avec de nombreuses autres créatures mais aussi des membres d'autres clans comme : l'Anarch Smiling Jack, les Malkaviennes Therese et Jeanette Voerman, ou la Toreador Velvet Velour.
Sebastian LaCroix est un Ventrue, récemment désigné Prince de Los Angeles. Il dirige la société vampirique de la ville et ses environs, et fait appliquer les lois de la Camarilla. Nines Rodiguez est un Anarch. C'est un Brujah qui dirigeait ce mouvement lorsqu'il était fort avant la prise de contrôle de LaCroix. Smiling Jack est lui aussi un Brujah ayant rejoint les Anarchs. Pirate plusieurs siècles auparavant, il fait office de mentor,. Beckett est un Gangrel ; il est indépendant et n'appartenant à aucune secte, ni aux Anarchs. En l'occurrence, il est le seul vampire de confiance pour le héros. L'identité du chauffeur de taxi est inconnue, mais de nombreux joueurs supposent que c'est Caïn, le premier des vampires, en raison de ses déclarations dans les séquences finales du jeu.
Therese et Jeanette Voerman sont en réalité une seule et même vampire souffrant de troubles schizophréniques et de dédoublement de personnalité, les deux personnages sont très influents à Santa Monica. Ming-Xiao est la cheffe des Kuei-Jin, les vampires d'Orient vivant à Chinatown.
Le jeu met en scène plusieurs goules. Une goule est un humain qui a bu le sang d'un vampire, ce qui lui confère une certaine puissance, mais le place sous l'emprise du donneur. Une femme nommée Heather Poe peut être transformée en goule, devenant au service du héros dont elle a bu du sang.

### Contexte
La région de Los Angeles vient de passer sous l'autorité du Ventrue Sebastian LaCroix, qui applique les lois de la Camarilla. Auparavant, la ville était sous le contrôle des Anarchs, mais l'arrivée du nouveau Prince a pour but de reprendre le contrôle des lieux et étouffer le mouvement Anarchs. Dès lors, le Sabbat combat les loup-garous tentant de profiter de la situation et les repousse vers le sud pour empêcher leur expansion, et le nord de la ville, Chinatown, est contrôlé par les Kuei-Jin.

### Synopsis
Le héros, un jeune vampire, est obligé de remplir des missions pour le dirigeant de la Camarilla, le Prince LaCroix qui dirige la ville de Los Angeles. Le protagoniste enquête sur un sarcophage originaire d'Ankara récemment découvert, qui contiendrait le corps d'un Antédiluvien, un vampire puissant et très ancien, qui serait endormi depuis de nombreux siècles,. Plusieurs clans de vampires conspirent pour obtenir le sarcophage et la relique censée apporter de puissants pouvoirs. Sur fond de domination de la région et de rivalité de clans, le joueur doit enquêter sur cette affaire, retrouver l'artefact, et décider à quel clan accorder sa confiance ou de garder son indépendance. En outre, de nombreuses quêtes annexes permettent au joueur de lier des relations avec des personnages non-joueurs secondaires et d'en apprendre sur des évènements parallèles à l'intrigue principale,.

### Scénario

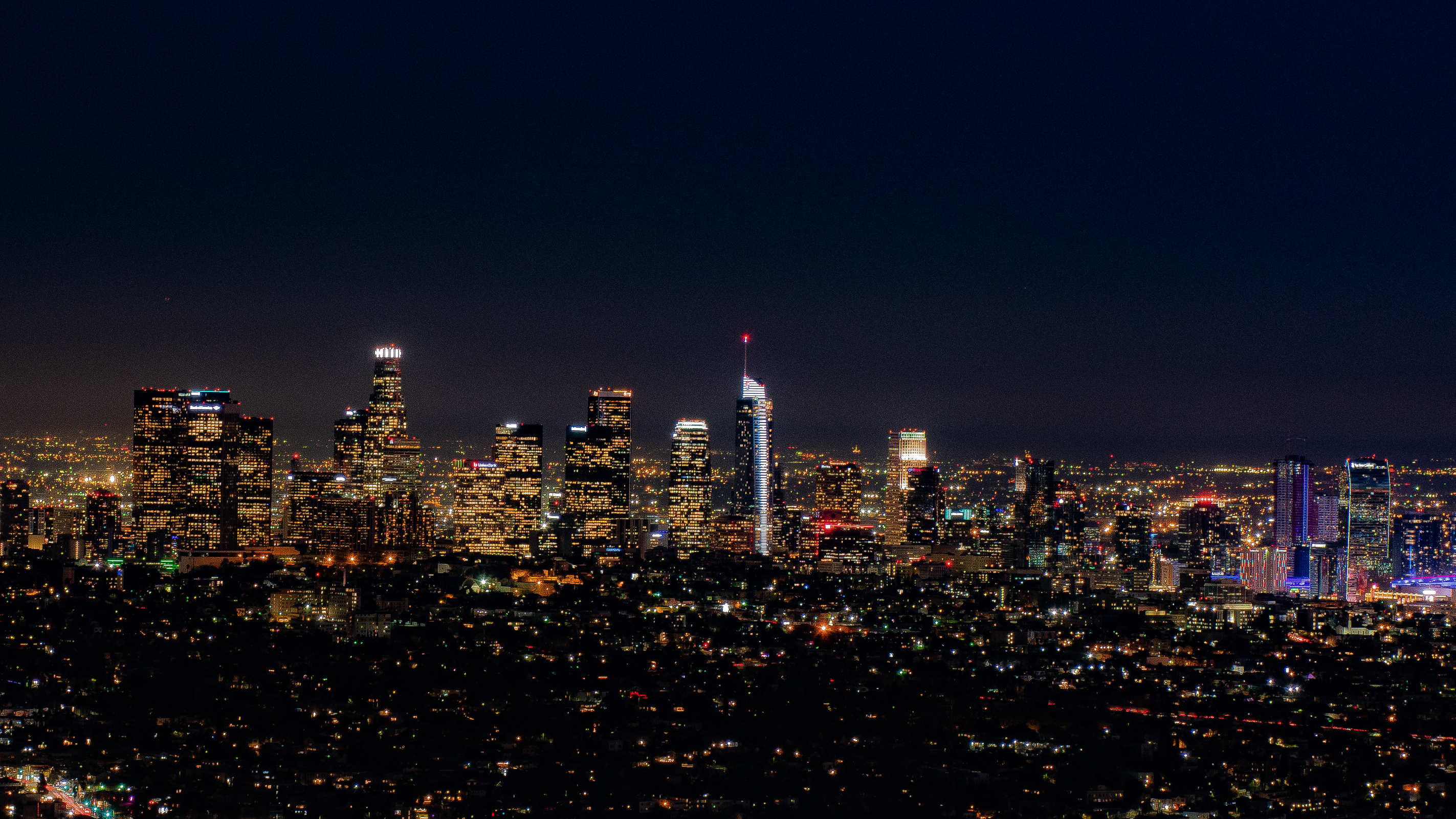
Sur fond de domination de la région de Los Angeles et de rivalité de clans, le joueur doit enquêter et retrouver un sarcophage récemment découvert, qui contiendrait le corps d'un Antédiluvien, un vampire ancien et puissant, potentiellement capable d'exterminer tous les vampires (panorama de Downtown Los Angeles, la nuit).

Le personnage principal est vampirisé à son insu lors d'une soirée. Cependant, ce nouveau vampire et son « Sire », le vampire l'ayant mordu, sont capturés et présentés à la Camarilla, puisque cette action n'est pas permise sans autorisation. Le Sire est exécuté sur les ordres de LaCroix, mais l'Anarch Nines Rodriguez intervient pour épargner l'infant et réussit à convaincre LaCroix. Ce dernier lui impose ainsi d'apprendre les coutumes et à vivre comme un vampire, en remplissant une mission pour lui,,.
LaCroix envoie alors le héros à Santa Monica pour aider sa goule, Mercurio, à détruire un entrepôt de Sabbat. Au cours de ce périple, le héros noue des liens avec différents acteurs du monde vampirique le conduisant au centre-ville de Los Angeles, où il rencontre tour à tour les Anarchs Smiling Jack puis Rodriguez, ainsi que LaCroix. Ce dernier lui demande d'enquêter sur un navire amarré au port appelé Elizabeth Dane, pour obtenir des informations sur un sarcophage qu'il transporte, retrouvé à Ankara et censé contenir le corps d'un antédiluvien, l'un des vampires les plus anciens et les plus puissants qui serait endormi depuis de nombreux siècles, et dont l'arrivée serait annonciatrice de l'apocalypse des vampires, la Géhenne. Le novice découvre que le sarcophage est vide, et semble avoir été ouvert de l'intérieur,,,.
L'activité accrue du Sabbat attise les soupçons de LaCroix et de son jeune vampire, et coïncide avec la disparition du chef Malkavien, Alistair Grout. Le héros enquête sur l'absence de ce primogène (membre du conseil des sages de la ville). À son arrivée au manoir de celui-ci, le héros voit Rodriguez en partir. Il découvre le corps sans vie de Grout et rencontre le chasseur de vampires Grunfeld Bach, qui nie toute implication dans sa mort. Apprenant la présence de Rodriguez chez Grout, LaCroix propose l'exécution de celui-ci à la Camarilla. Le héros est envoyé au Musée d'histoire naturelle pour récupérer le sarcophage, mais constate qu'il a été volé. Par la suite, Smiling Jack suggère au protagoniste que LaCroix recherche le sarcophage pour boire le sang de l'antédiluvien, et par la sorte en acquérir ses pouvoirs,,,.
L'enquête du novice suivant son cours, tout laisse à penser que le chef des Nosferatu nommé Gary a volé le sarcophage. Cependant, un autre Nosferatu dévoile que le sarcophage a été volé par les Giovannis. Le héros infiltre le manoir Giovanni et trouve le sarcophage gardé par les Kuei-Jin, qui prétendent que leur chef, Ming-Xiao, a scellé un accord avec LaCroix. Le sarcophage est sécurisé à la tour Ventrue auprès de LaCroix, et Beckett, un vampire érudit, mais celui-ci est scellé. Ce dernier dévoile que la seule personne capable de l'ouvrir a été enlevée par Bach pour attirer LaCroix. Ainsi, le héros se tourne vers Bach et l'élimine, et apprend que la clef a elle aussi été dérobée,,,.
Le héros constate que le Sabbat a tenté de s'emparer du sarcophage pour le détruire et empêcher la géhenne, et tue ainsi son dirigeant dans le but de déstabiliser la secte. Le héros rencontre Ming-Xiao à Chinatown, qui lui propose de former une alliance. Celle-ci révèle être en possession de la clé et que LaCroix a en réalité tué Grout dans le but de l'empêcher de dévoiler ses plans consistant à obtenir la puissance de la relique. Elle dévoile que c'est elle qui a pris l'apparence de Rodriguez au manoir pour le tromper. Lorsque le héros lui confie les révélations de Ming-Xiao, LaCroix nie les faits et annule la mise à mort de Rodriguez, puis concède avoir recruté les Anarchs pour punir les Kuei-Jin d'avoir assassiné Grout. L'enquête mène alors le héros au Griffith Park où il retrouve Rodriguez, mais ceux-ci sont attaqués par un loup-garou, ce dernier étant grièvement blessé par la bête. Le héros réussit à quitter les lieux avec Smiling Jack, qui révèle que LaCroix a émis un ordre d'exécution contre lui, pour avoir tenté d'éliminer Rodriguez pour le compte de Ming-Xiao,,,.
— Plusieurs fins différentes sont envisageables, en fonction des choix du joueur —

L'épilogue voit le héros prendre le taxi et prendre ses dernières décisions sur les conseils avisés du mystérieux chauffeur. Si le héros prend parti pour LaCroix ou Ming-Xiao, chacun d'entre eux l'envoie tuer l'autre. LaCroix ouvre le sarcophage, piégé par des explosifs et est tué. Ming-Xiao trahit le héros, l'enchaîne au sarcophage et le jette au fond de l'océan. Si le héros soutient les Anarchs, ou décide de rester indépendant, il retourne à Chinatown récupérer la clef et doit tuer Ming-Xiao ; il investit ensuite la tour Ventrue, tuant le shérif et blesse LaCroix, qui est tué après avoir ouvert le sarcophage, piégé par des explosifs. Si le héros ouvre le sarcophage, il est tué par les explosifs cachés à l'intérieur. Le héros peut quitter la tour sans ouvrir le sarcophage et repartir ; LaCroix ouvre seul le sarcophage, piégé par des explosifs et est tué. Si le héros est un Tremere, il tue Ming-Xiao, LaCroix est présumé condamné à mort, remplacé à la tête de la ville par Maximillian Strauss, le chef du groupe Tremere, et le sarcophage est conservé. Lors de chaque fin, Smiling Jack apparait sur une hauteur à l'extérieur de la ville en la contemplant, avec la momie à ses côtés, alors que le chauffeur de taxi s'approche depuis l'arrière et adresse quelques mots,.

## Système de jeu

### Généralités
Bloodlines est un jeu vidéo de rôle affiché aussi bien à la première qu'à la troisième personne,, très orienté sur une narration non linéaire,, et fait la part belle à l'action et à des phases d'infiltration,. La totalité du jeu se déroule en temps réel et le personnage se déplace librement dans chaque zone en monde ouvert, celles-ci étant progressivement accessibles. Certaines actions ne se déroulent qu'à la troisième personne, par exemple lorsque le personnage joueur mord une créature. Le jeu se déroule uniquement la nuit. Le joueur peut avancer dans l'intrigue principale ou effectuer des quêtes secondaires en établissant des relations avec les personnages non-joueurs, en se déplaçant entre les différents lieux. Le joueur réalise des missions, qui consiste à éliminer des personnages, récolter des objets ou obtenir des informations,. Les dialogues et les différents choix sont mis à la disposition du joueur grâce à un arbre de conversations,. Le scénario suit une narration non linéaire et permet au joueur de se déplacer de villes en villes autant de fois que nécessaire. Le héros doit pour cela se rendre auprès du chauffeur de taxi qui le conduit où il le désire. Celui-ci permet d'afficher une carte routière sur laquelle le joueur choisi sa destination. Le joueur peut omettre ou éviter certaines parties du scénario sciemment ou inconsciemment (par la conséquence de ses choix), aussi bien de l'intrigue principale que des branches annexes. L'avancement de la partie peut être sauvegardé à tout moment. Le personnage principal possède un appartement à Santa Monica, puis un à Downtown, où il peut entreposer des objets, consulter ses messages électroniques, ou utiliser sa boîte aux lettres pour avancer dans certaines missions. Réussir des missions permet de gagner de l'argent, qui sert à acheter des équipements de protection, des armes et des munitions, ou du sang. Le joueur peut trouver de l'argent mais aussi ramasser des objets, comme des autoradios, des montres, qu'il peut revendre aux prêteurs sur gage ou revendeurs à la sauvette de chaque ville. Il peut obtenir des médicaments lui permettant de se soigner en cas de besoin,,,,,,,.

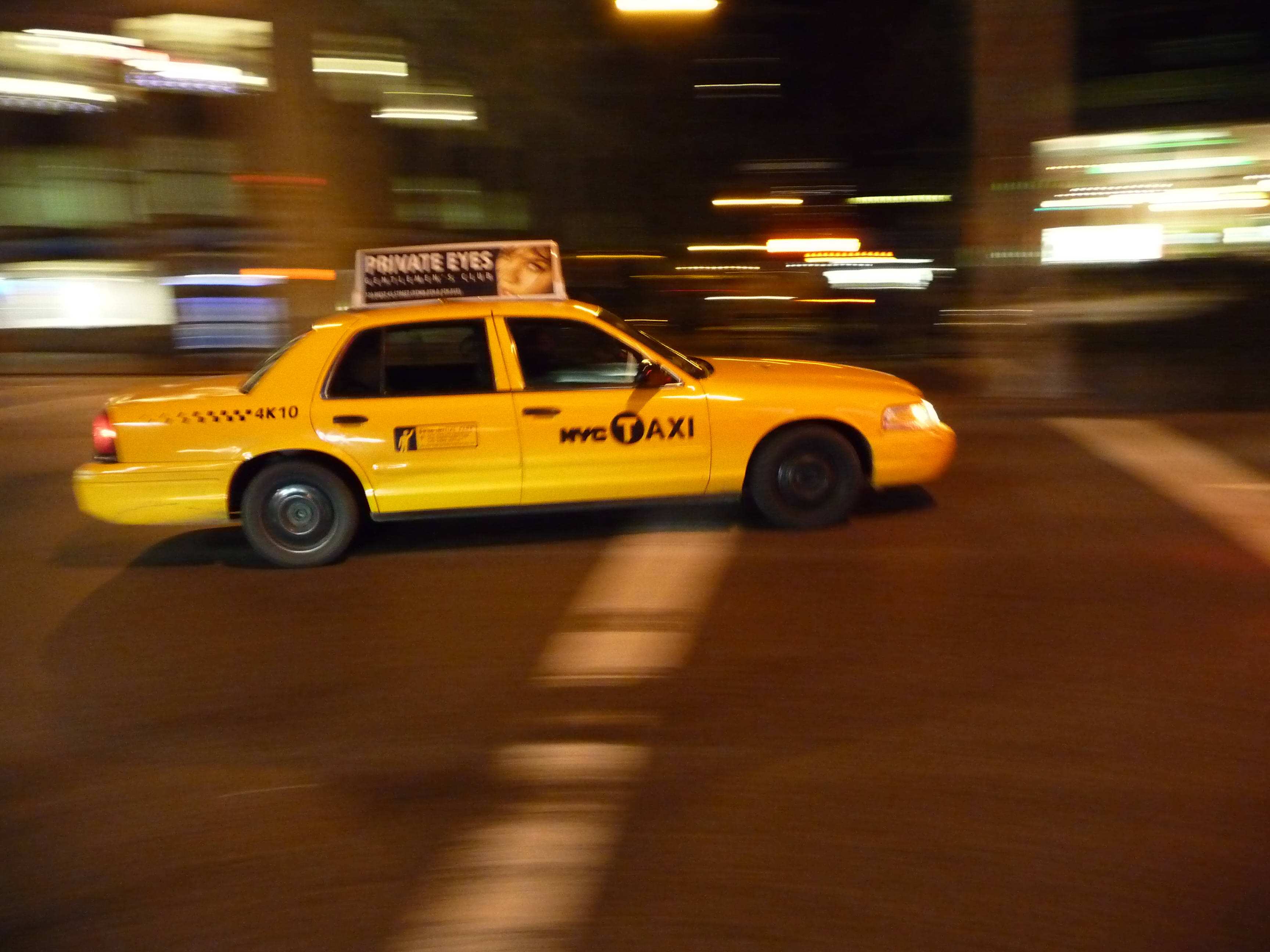
Un taxi et son chauffeur énigmatique permettent au personnage joueur de se déplacer quand il le désire entre les différentes zones du jeu.

Au cours des dialogues avec les personnages non-joueurs, le joueur peut choisir parmi plusieurs réponses, parfois en utilisant la séduction, l'intimidation, la persuasion, ou la domination. Chaque réponse prend alors une couleur particulière, respectivement en violet, en vert, en bleu et en rouge,,.
Le jeu intègre plusieurs mécanismes de jeu d'infiltration. Certains lieux, bâtiments ou phases de jeu imposent la discrétion. Le joueur ne peut être détecté s'il est dans l'ombre, et est accroupi. Une jauge précisant alors le niveau de dangerosité de la situation, lui indiquant s'il est sur le point d'être repéré, ce qui déclenche alors un arrêt de la séquence ou l'hostilité des adversaires. En fonction de ses capacités, le personnage peut crocheter des serrures pour infiltrer des bâtiments ou pièces clos. Il peut pirater des ordinateurs pour désactiver des caméras de surveillance pour faciliter son infiltration. Certaines phases l'obligent à gérer les caméras et choisir ses déplacements en fonction des champs de balayage de celles-ci, pour ne pas être repéré,. L'inspection des différents disques durs d'ordinateur permet au personnage d'en apprendre sur les différents évènements et d'influer sur les dialogues mais aussi d'avancer dans certaines quêtes, ou de trouver certains mots de passe ou codes, de portes, d'ordinateurs ou de coffres.
Tous les lieux de l'univers du jeu sont divisés en trois types de zone. Dans les zones de Mascarade, le héros ne doit pas enfreindre l'ordre, utiliser des armes ou la violence et les lois de la Camarilla. Les personnages non-joueurs n'ont pas conscience de sa condition de vampire. En public, il ne doit pas tuer, ni humain ni monstres, il ne doit pas mordre pour boire le sang des humains en présence de personnes vivantes et ne doit pas être démasqué en tant que vampire. Le joueur peut toutefois enfreindre les lois de la Camarilla, mordre des humains s'ils sont seuls, mais tuer un personnage non-joueur alerte la police qui le traque et l'attaque pendant un certain temps. Il peut cependant fuir et se faire oublier. Certains lieux peuvent également faire partie de l'Elysium. C'est une zone neutre où aucune violence n'est permise, aucune œuvre d'art ou artiste ne doit périr, et où les lois de la Camarilla doivent être respectées. Cette zone ne permet pas techniquement l'utilisation de disciplines ou d'armes. Le dernier type de zone est celle des combats, dans laquelle le personnage peut faire absolument tout ce qu'il veut, tuer, ou mordre toutes les créatures.
Le personnage peut obtenir une goule féminine, Heather, qui devient au service du héros, et lui donner du sang, des cadeaux et de l'argent.

### Gestion du personnage, clans, aptitudes et caractéristiques
En début de partie, le joueur crée un personnage vampire masculin ou féminin en sélectionnant un clan et en configurant assignant les quelques points disponibles (déterminés par le clan) dans trois domaines appelés « attributs », « capacités » et « disciplines » (pouvoirs vampiriques). Le joueur peut également utiliser un questionnaire déterminant le sexe du personnage et le clan, parmi ceux de la Camarilla : Brujah, Toreador, Malkavian, Ventrue, Nosferatu, Tremere, et Gangrel,,,,,.

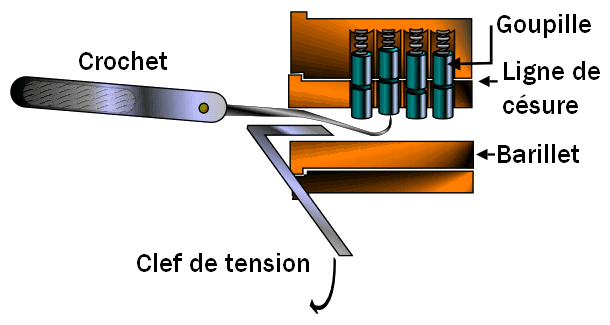
Le personnage joueur obtient des points d'expérience que le joueur assigne à différentes caractéristiques, qui définissent, seules ou combinées, les différentes aptitudes de l'avatar, par exemple le crochetage de serrure (schéma d'une serrure à goupilles et outils de crochetage).

Le joueur fait progresser son personnage en affectant les points acquis pour améliorer ses caractéristiques dans les trois domaines. Les points consacrés aux attributs et aux capacités se combinent pour déterminer différentes aptitudes regroupées en thèmes appelés « combat », « discrétion », « mental » et « absorption »,,. Ceux-ci permettent de déterminer le succès ou l'efficacité du personnage dans l'exécution de tâches telles que l'utilisation d'armes à feu, le combat, la persuasion, et le piratage informatique ou le crochetage de serrure. Par exemple, les niveaux déterminent la précision ou la distance à laquelle le personnage peut tirer, ou s'il peut découvrir le mot de passe d'un ordinateur. Les attributs sont composés de trois types de caractéristiques : l'aspect « physique » (comme la force ou la dextérité), l'aspect « social » (comme le charisme ou l'apparence) et l'aspect « mental » (comme la perception ou l'intelligence). Les capacités sont composées de caractéristiques également divisées en trois domaines : les talents (comme l'esquive ou l'intimidation), les compétences (comme le corps à corps ou la furtivité) et des « connaissances » (comme l'informatique ou les finances). Chaque caractéristique peut être augmentée jusqu'à cinq points. Le coût de chaque point supplémentaire augmente à mesure que la caractéristique est améliorée,. Le joueur ne peut acquérir suffisamment de points d'expérience pour compléter chaque compétence, ce qui oblige le joueur à spécialiser ou équilibrer son personnage,. Les points d'expérience sont gagnés en accomplissant des quêtes, en trouvant des objets ou en déverrouillant des éléments secrets, plutôt qu'en tuant des ennemis,. Ainsi, le jeu propose à cet effet une intrigue principale et des quêtes secondaires facultatives pouvant être complétées à tout moment. Le joueur peut se déplacer à son gré dans les zones à sa disposition pour revoir des lieux, des personnages non-joueurs ou des marchands, dans l'optique d'améliorer les capacités du personnage,,,.
Le clan du personnage influe sur ses compétences et sur ses pouvoirs. Les attirants Toreadors reçoivent des bonus de séduction et de persuasion, si bien que des options de dialogues supplémentaires leur sont proposées. Ils sont cependant physiquement faibles. Les Nosferatu sont contraints de voyager dans l'ombre ou dans les égouts pour ne pas alerter les humains, mais reçoivent des bonus pour leur intelligence et leurs compétences en informatique, ce qui leur permet d'accéder à plus d'informations. Les Malkaviens possèdent des options de dialogues spécifiques, reflétant la folie qui leur est propre. L'amélioration de certaines compétences offre des options de dialogues supplémentaires. Les personnages attirants et charismatiques séduisent pour parvenir à leurs fins, les personnages agressifs menacent et d'autres persuadent leurs interlocuteurs de coopérer,.
L'avatar peut également progresser grâce à des livres ou des documents que le joueur peut trouver, détaillant certaines techniques qui lui permettent d'apprendre des compétences. Il peut également trouver des reliques ou des objets qui augmentent les caractéristiques du personnage, mais aussi l'équiper de vêtements de protection.

### Combats
Les combats se déroulent en temps réel et peuvent se réaliser à la première ou à la troisième personne, comme pour la plupart des autres phases du jeu. En combat au corps à corps, la caméra passe automatiquement en position objective, même si le joueur tente de repasser en vue subjective. Dans ce mode de combat, le personnage peut utiliser ses poings, un couteau, une masse, des épées ou des sabres. Le joueur dispose aussi de toute une panoplie d'armes pour le combat à distance, comme des armes de poing, des fusils, des mitrailleuses, des arbalètes et des lance-flammes,,,,. La caméra peut adopter les deux choix de position. L'efficacité comme la précision des armes sont assujetties aux caractéristiques du personnage. Chaque type d'arme et les différentes situations dans l'espace au moment de la mort provoquent une animation spécifique. Si le personnage peut se faufiler derrière un adversaire, il peut tuer instantanément. Le joueur peut utiliser un bouton pour bloquer les attaques, mais aussi en laissant le personnage immobile.

### Disciplines et sang

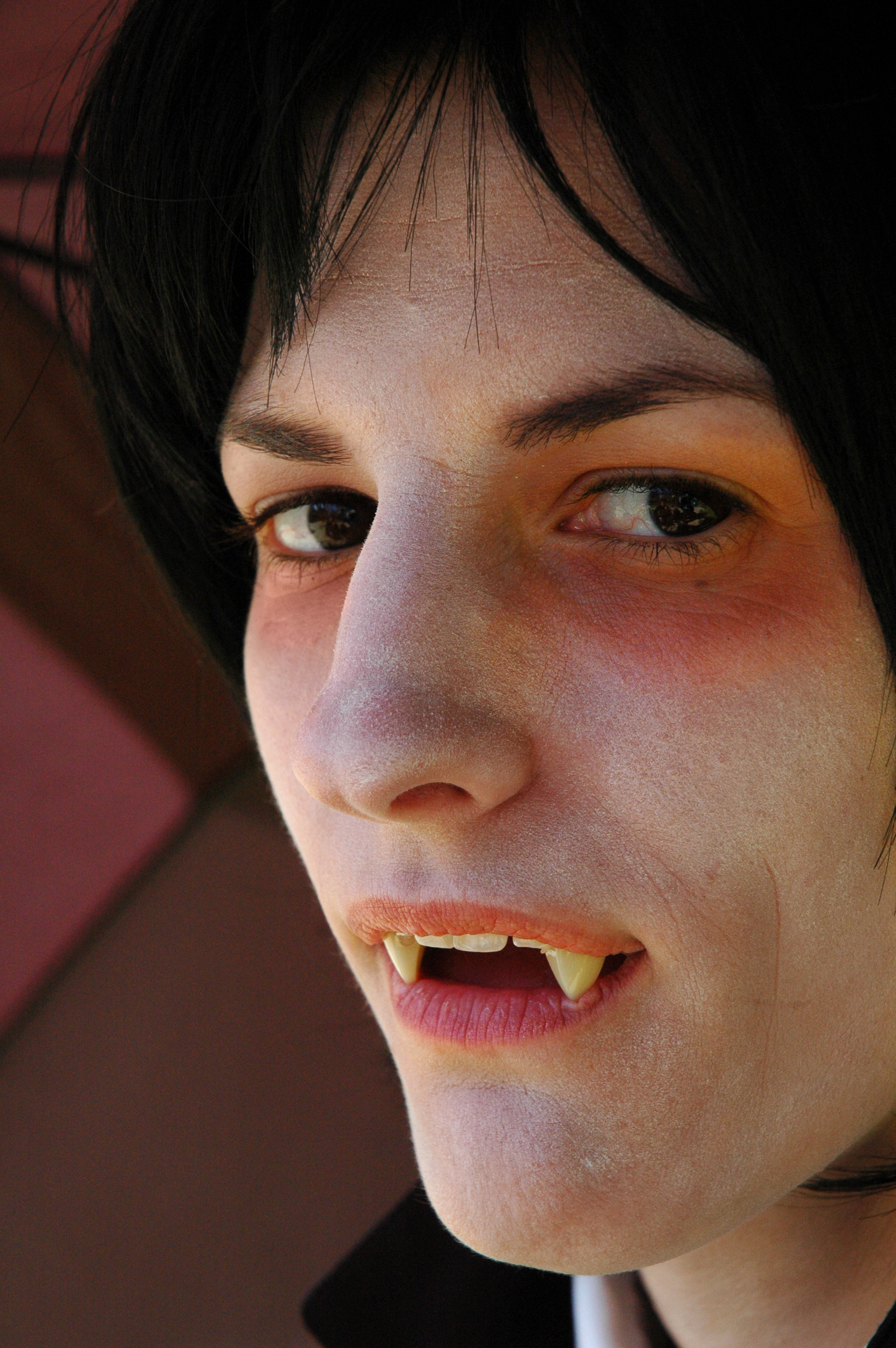
Le joueur peut remplir la barre de sang de son avatar en mordant la plupart des personnages ou en buvant des poches de sang achetées.

Chaque clan possède des disciplines spécifiques qui peuvent être utilisées en combat, en plus de celles qui sont communes à tous,. Celles-ci sont de deux types. Certaines s'appliquent au personnage joueur et augmentent temporairement ses capacités, sa puissance, sa rapidité ou le rendent invisible,. Une jauge s'affiche temporairement lorsque la discipline est lancée et se vide rapidement. Les autres disciplines nécessitent des cibles. Ces disciplines permettent par exemple d'invoquer un esprit allié pour attaquer les ennemis, de dominer mentalement les ennemis ciblés pour forcer leur coopération, ou d'autres peuvent lancer des nuées d'insectes sur les adversaires ou faire bouillir leur sang. Plusieurs disciplines peuvent être actives en même temps. Chaque utilisation de discipline coûte du sang au personnage principal, qui voit sa barre de sang descendre. Le joueur peut l'alimenter en buvant le sang de rats qu'il peut trouver çà et là, en buvant le sang des humains, de force, en payant ou en les séduisant, mais aussi celui de ses ennemis. Il peut aussi se repaître de poches de sang achetées à l'hôpital,,,. Si le personnage boit le sang d'un vampire ou d'un humain malade, il devient temporairement malade également. Il peut prendre des médicaments pour guérir.

### Santé, humanité et Mascarade
Le personnage est pénalisé s'il utilise certaines capacités vampiriques devant des témoins. Il perd alors un point de Mascarade à chaque entorse. Des points de Mascarade peuvent cependant être gagnés en réalisant des quêtes secondaires. Violer la Mascarade à cinq reprises déclenche la colère des chasseurs de vampires et entraîne l'arrêt de la partie,. Le personnage possède également des points d'humanité, représentant l'humanité du vampire. Certaines actions coûtent des points d'humanité, comme tuer un humain ou un vampire innocent sans raison. Vider un innocent de tout son sang et provoquer sa mort coûte un point d'humanité au personnage joueur,. Un total de points d'humanité faible modifie les options de dialogue disponibles, les rendant plus agressifs. Un niveau d'humanité bas augmente également les chances d'entrer dans un état frénétique et de se lancer dans une tuerie, lorsque le sang du héros est bas. Cette frénésie peut également être déclenchée par une grande quantité de dégâts subie. Comme pour des points de mascarade, la perte de tous les points d'humanité met fin au jeu, le vampire devenant une bête incontrôlable,,,. Le joueur peut également gagner des points d'humanité au cours de la partie en réalisant des missions. Le personnage possède en sus un quatrième facteur, une barre de santé qui diminue si le joueur subit des dégâts de la part de ses adversaires. La barre se remplit tout doucement automatiquement. Boire du sang permet également de régénérer cette barre plus rapidement.

## Bande-son

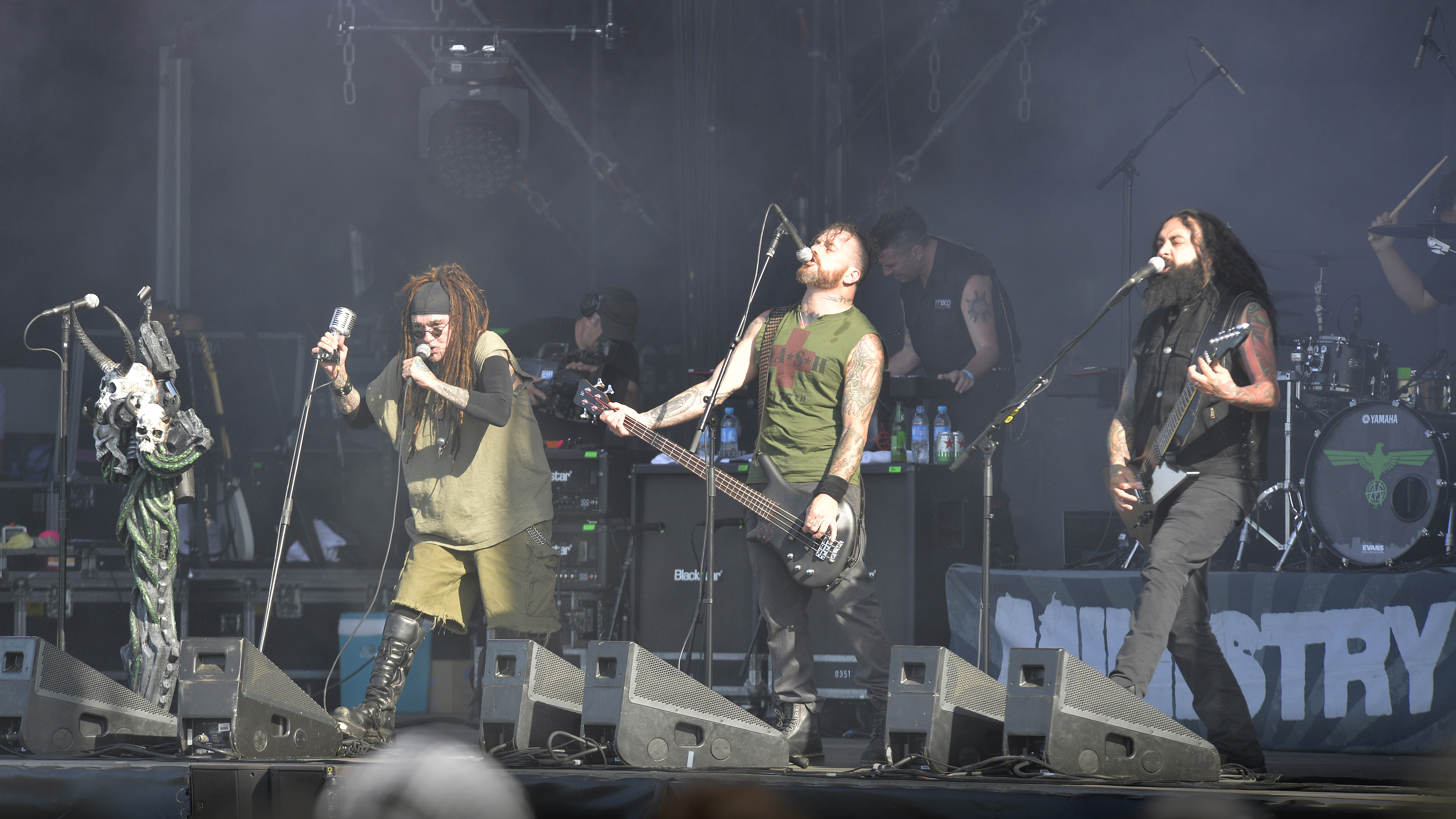
Ministry compose une chanson intitulée Bloodlines spécialement pour le jeu (Hellfest 2017).

La bande-son de Vampire: The Masquerade - Bloodlines est composée par Rick Schaffer, et comporte également plusieurs chansons utilisées sous licence,. L'ambiance est heavy metal ou gothique, électro-industriel avec notamment Ministry, Tiamat, Genitortures ou Lacuna Coil,,.
| 1. | Pound        | Aerial2012       |  |
| 2. | Isolated     | Chiasm           |  |
| 3. | Come Alive   | Daniel Ash       |  |
| 4. | Smaller God  | Darling Violetta |  |
| 5. | Needle's Eye | Die My Darling   |  |
| 6. | Lecher Bitch | Genitortures     |  |
| 7. | Swamped      | Lacuna Coil      |  |
| 8. | Bloodlines   | Ministry         |  |
| 9. | Cain         | Tiamat           |  |

## Développement

### Genèse etSource

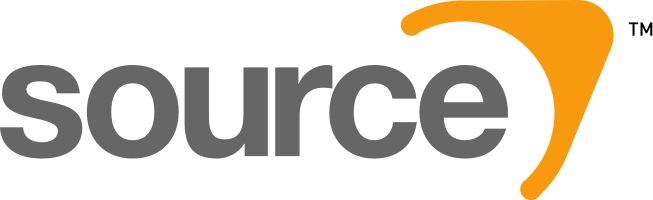
Troika Games obtient sous licence et sous conditions, le droit d'utiliser le moteur Source, conçu par Valve pour son jeu Half-Life 2.

Vampire: The Masquerade - Bloodlines est développé par Troika Games ; le processus débute en novembre 2001. Ce studio est connu pour son travail en matière de RPG, notamment grâce à ses deux premières créations, Arcanum : Engrenages et Sortilèges et Le Temple du mal élémentaire. Les fondateurs du studio font partie de l'équipe principale ayant créé le jeu Fallout. Les développeurs souhaitent créer un jeu de rôle dans un environnement affiché à la première personne, estimant que le genre ne connaît que trop peu d'innovations,,. Le studio propose l'idée à Activision, qui suggère d'utiliser la franchise Vampire : La Mascarade, qui connaît une adaptation en jeu vidéo un an plus tôt en 2000, Vampire : La Mascarade - Rédemption par Nihilistic Software et qui obtient un succès suffisamment important pour mériter une suite,. Au lieu de développer une suite de ce jeu, l'équipe étudie la franchise de jeu de rôle papier, notamment les règles du jeu et ses différents scénarios,. Troika Games est composé d'une petite équipe de concepteurs : cinq développeurs pour un effectif total de trente-deux personnes (dont le scénariste principal Brian Mitsoda, qui rejoint l'équipe moins d'un an après le début du développement),,.
Troika Games souhaite créer un jeu en trois dimensions, mais ne sait pas si la création d'un moteur de jeu est envisageable ou s'il serait plus pertinent d'en utiliser un sous licence, ni même si ce jeu doit être à la première ou troisième personne. À cette époque, le moteur de jeu Source est alors en cours de développement chez Valve, et un de ses employés, Scott Lynch, approche Troika Games au sujet de celui-ci,. Lynch appelle Troika Games et propose de présenter le nouveau moteur. Celui-ci et le studio ont gardé le contact depuis son passage chez Sierra. Troika Games s'avère ainsi être la première entreprise externe à utiliser le moteur Source,,. Si Troika Games avait ignoré jusque-là les moteurs capables de créer un jeu à la première personne, en raison notamment des problèmes d'affichages de polygones et de mémoires de textures, elle estime, compte-tenu des évolutions technologiques, pouvoir créer un jeu d'action en temps réel sans sacrifier l'immersion et l'histoire d'un jeu de rôle. L'équipe choisit ce moteur en raison de ses capacités à concevoir des animations faciales et son système de synchronisation labiale, car elle souhaite que lors des dialogues, le joueur parle face à face avec les personnages,. La possibilité de scénarisation déjà constatée dans Half-Life, en cours d'amélioration dans Half-Life 2, est aussi un élément qui convainc l'équipe d'utiliser le moteur Source. L'équipe bénéficie toutefois d'un moteur inédit et inconnu, incomplet pour lequel elle a été obligée d'écrire ses propres parties de code, dans le but de compenser les lacunes du moteur inachevé, ne profitant que de l'aide d'une seule source possible, en l'occurrence Valve,. Troika Games développe un système d'éclairage pour créer une ambiance particulière et sombre la nuit, un système de particules pour animer l'usage des disciplines, et un système pour simuler le mouvement des vêtements,. Le moteur utilisé ne comporte pas de programme d'intelligence artificielle et celui conçu par l'équipe ne fonctionne pas idéalement avec le moteur Source.

### Scénario et personnages

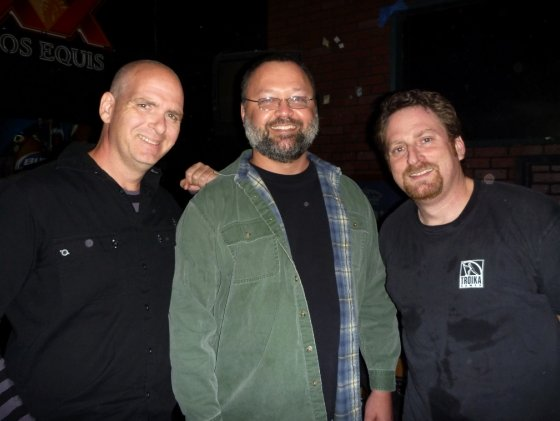
Les trois fondateurs de Troika Games, Leonard Boyarsky, Tim Cain, et Jason Anderson.

De nombreux éléments de l'intrigue principale existent déjà lorsque Brian Mitsoda intègre l'équipe au bout d'un an de développement, notamment le Prince, les Anarchs et leur rébellion, certains aspects du récit de la Géhenne, ainsi que Smiling Jack et le sarcophage en tant que quête principale. Une partie de la pré-production et des niveaux sont achevés, mais une grande partie des travaux est soit abandonnée, soit modifiée.
Les concepteurs ont largement lié l'histoire globale à chaque ville et niveau. Chaque concepteur contrôle la section du jeu qui lui est attribuée et le travail avec une petite équipe permet une prise de décision rapide et permet de maintenir la cohérence des éléments de l'intrigue. Mitsoda devient le principal auteur de nombreux personnages, de leurs quêtes, de leurs dialogues et de leurs contenus secondaires, tels que les courriels, qui ont permis de conserver une narration cohérente. Il dispose d'une liberté relative au niveau des textes, sans restriction de langage ni de contenu, et n'hésite pas à réécrire des personnages lorsqu'il juge son travail initial trop faible. Bien que l'histoire soit développée par Troika Games, elle est inspirée des romans Time of Judgment de White Wolf Publishing qui scénarisent la fin du Monde des ténèbres original et préparent la mise en place de la nouvelle version de cet univers, les Chroniques des ténèbres. L'histoire de Bloodlines est considérée comme canonique par White Wolf, le jeu servant de préquelle à Time of Judgment et intègre des personnages du jeu de rôle, tel que Smiling Jack,,,. Mitsoda précise qu'il a essayé de dissimuler la nécessité de créer des personnages qui dirigent simplement le joueur dans une direction appropriée. Les personnages à but unique nécessitent selon lui un trait de personnalité distinct pour établir rapidement des interactions avec le joueur, plutôt que de servir d'éléments jetables. Il estime cependant que les personnages principaux doivent refléter la progression et les actions du joueur tout au long du jeu. Mitsoda écrit les personnages en réfléchissant à l'identité de chacun d'entre eux, en leur attribuant des motivations permettant de déterminer pourquoi ils sont à l'endroit où ils sont, ce qu'ils pensent de l'avatar du joueur et ce qu'ils attendent de lui. La palette de choix offerte au joueur dans ses décisions est un aspect important du jeu et nécessite une conception non linéaire pour s'adapter aux personnages personnalisés. Sur une suggestion de Chad Moore, le personnage joueur Malkavien possède des dialogues différents de ceux des autres clans. Selon Mitsoda, c'est l'un des aspects les plus simples du cycle de développement. Mitsoda les écrit en dernier, alors que le processus touche à sa fin par manque de temps, le surmenage et le manque de sommeil contribuant à ce qu'il considère comme un état d'esprit malsain, idéal pour écrire un dialogue délirant. Il tente de mettre en évidence sa folie, sans le rendre comique,. Puisque l'histoire se déroule lors de la prise de contrôle de Los Angeles par la Camarilla, l'équipe simplifie l'intrigue en permettant uniquement au joueur d'appartenir à l'un des clans de la Camarilla. Boyarsky rajoute que le scénario contraint également à ce choix, puisque le protagoniste remplit des missions pour le compte du chef de la Camarilla locale. Permettre d'incarner un membre du Sabbat aurait impliqué l'écriture d'un nouveau scénario, donc d'un autre jeu. Smiling Jack et Beckett sont issus du jeu de rôle papier, tous les autres personnages sont des créations de l'équipe. L'équipe décide de ne pas permettre de personnaliser l'apparence des personnages, mis à part l'armure (ou protection), puisque le jeu se déroule en majeure partie à la première personne, estimant que dans ce mode d'affichage, cet élément est moins important.

### Adaptation du jeu de rôle en jeu vidéo
White Wolf Publishing collabore étroitement avec Troika Games dès le début du processus de production, afin de s'assurer que la vision du studio corresponde bien aux attentes et respecte la franchise Monde des ténèbres. Boyarsky estime qu'une franchise originale ne comporte pas les inconvénients et les contraintes d'une franchise existante, mais l'inconvénient est qu'elle n'a pas été éprouvée auprès du public et peut être rejetée, alors qu'une licence déjà connue a fait ses preuves. L'équipe essaye de rester fidèle au jeu de rôle papier, espérant ne pas décevoir l'attente des fans du jeu, la transcription de règles d'un jeu multijoueur vers un jeu vidéo solo ne fonctionnant pas parfaitement,. Elle constate tout de même qu'un jeu vidéo ne cherche pas à proposer les mêmes choses qu'un jeu de rôle papier ; elle n'intègre ainsi pas de maître du jeu. L'équipe tente de trouver les éléments pouvant aussi bien fonctionner dans le jeu papier que dans le jeu vidéo. Les recherches de Jason Anderson, cofondateur de Troika Games, sur les documents officiels du jeu Vampire : La Mascarade et les sites web de fans dévoilent que les interactions et la participation des personnages dans la société vampirique constituent le principal intérêt du jeu, plutôt que les statistiques et les pouvoirs du personnage. Bien qu'une grande partie du système de fonctionnement du personnage soit reprise, certaines caractéristiques telle que la « connaissance de la loi » n'a pas de sens dans le jeu vidéo. La moitié des trente capacités du jeu de rôle se retrouvent dans la version finale du jeu,. L'équipe conserve les plus importantes et les plus représentatives de chaque classe de personnage. L'équipe constate également lors de ces recherches que l'univers dans lequel se déroule le jeu est important.

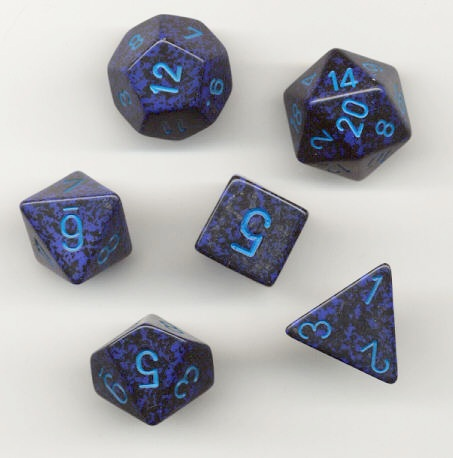
L'équipe retranscrit au départ un système de lancer de dés fidèle au jeu de rôle. Cependant, l'adaptation de ce gameplay n'étant pas concluante, elle le remplace par un degré de difficulté à accomplir les tâches (exemple de dés spéciaux polyédriques).

Un autre domaine de difficulté pour l'équipe est de transposer les aptitudes. Elle retranscrit au départ un système de dés, fidèle au jeu de rôle, qui s'avère bien fonctionner pour les aptitudes souvent utilisées. Mais, celui-ci est problématique pour les aptitudes peu utilisées, par exemple si le joueur rencontre un échec lorsqu'il tente rarement de l'utiliser. L'équipe choisit par conséquent de remplacer les dés et ce système de hasard, par un degré de difficulté à accomplir les tâches. Dans le même ordre d'idées, les dégâts provoqués par une chute du personnage depuis une hauteur sont normalement gérés par les dés. L'équipe décide de se baser sur la vélocité du personnage et la hauteur de la chute.
Le plus grand défi de l'équipe est d'adapter les disciplines. Dans la version papier du jeu, certaines disciplines peuvent nécessiter un peu de sang et leur effet est long, d'autres n'ont pas de coût en sang et peuvent être utilisées à volonté. Les disciplines améliorées ont des exigences supplémentaires, considérées comme trop déroutantes pour un jeu vidéo par l'équipe. Ainsi, celle-ci les simplifie et les rationalise pour en faciliter l'utilisation et la compréhension, en conservant des effets équivalents mais en normalisant les coûts en sang. Un pouvoir de premier niveau nécessite donc un point de sang, deux points pour le second niveau et ainsi de suite. Pour équilibrer les clans, le Ventrue, qui à l'origine est le seul autorisé à se nourrir de sang noble, se voit autorisé à se nourrir de n'importe quel type de sang.
Troika Games précise qu'Activision a autorisé un contenu plus mature, comme un langage familier ou grossier et des personnages féminins hypersexualisés, dans la mesure où c'est une composante du jeu de rôle papier dont s'inspire Bloodlines, dans l'optique d'être plus fidèle avec la franchise.

### Choix degameplay
Troika Games a précédemment acquit de l'expérience en créant deux jeux intégrant un système de combat principalement au tour par tour (Arcanum : Engrenages et Sortilèges et Le Temple du mal élémentaire). L'équipe a donc des difficultés à mettre au point un système de combat en temps réel affecté par un système de caractéristiques et de capacités de personnage personnalisables, capable d'informer le joueur sur les influences de ces statistiques sur les combats. Elle constate qu'en respectant trop fidèlement les règles du jeu de rôle original concernant les armes, prenant en compte l'efficacité d'un tir comme rapport entre les capacités d'attaque d'un personnage et celles de la défense d'un autre, les armes ne semblent pas fonctionner et les tirs ne pas atteindre leur cible. L'équipe rencontre certaines difficultés à marier tous les facteurs dans un gameplay en temps réel. La mise en place du combat au corps à corps s'avère également être plus difficile que prévu. Les personnages bénéficient d'un grand nombre d'armes de combat rapproché et l'équipe doit s'assurer que les animations fonctionnent pour ce type de combat, mais aussi si le personnage combat avec une arme de corps à corps contre un autre utilisant des armes à distance. Lorsqu'elle conçoit les contrôles du jeu, l'équipe garde à l'esprit la simplicité de ceux des consoles, bien que par la suite, aucun portage sur ce type de plate-forme ne voit le jour.
L'équipe utilise la perspective à la première personne pour ses qualités immersives et plonger le joueur dans l'univers, en permettant au personnage joueur d'interagir face à face avec ses interlocuteurs et de voir leurs réactions faciales. Il semble évident et naturel pour l'équipe de mettre en place des combats plus directs qu'un système de dés à l'instar du jeu de rôle, puisque le jeu est affiché dans une vue à la première ou troisième personne. Elle choisit de permettre la création d'un seul personnage pour faciliter l'immersion, mettant en place l'isolement d'un vampire incapable de faire confiance à un autre personnage. Ce choix permet de soutenir l'histoire et compense de la sorte les problèmes techniques liés la mise en place d'une coterie en tant qu'avatar. Le réalisateur Leonard Boyarsky estime que le système d'animation est important dans le choix du moteur Source. L'outil intégré « Faceposer » permet à l'équipe de personnaliser les animations faciales, les expressions, les gestes et la synchronisation labiale, évitant ainsi le besoin d'expliquer ce que fait un personnage. Chaque personnage non-joueur nécessite un doublage, ce qui permet à l'équipe de définir chaque personnalité plus rapidement. Le moteur dispose d'un système physique permettant de nouvelles fonctionnalités, telles que des monstres jetant des cadavres sur le héros ou des personnages mourants s'effondrant de manière réaliste, sans nécessiter la conception d'animations prédéfinies.
Le level design débute par l'inventaire des différents facteurs comme les disciplines, la furtivité et les compétences. Chaque zone doit être viable pour un personnage utilisant une arme à feu (suffisamment de munition), pour un personnage privilégiant l'usage des disciplines (permettre de trouver du sang), pour un autre usant du combat rapproché (celui-ci doit pouvoir y parvenir sans mourir), pour un autre utilisant la furtivité, sinon pour un personnage utilisant plusieurs façons de jouer. L'équipe débute par la furtivité, prenant en compte le positionnement des ennemis et les capacités potentielles du personnage aux différents stades de la partie dans ce domaine. Ensuite, elle implémente les combats et les dialogues directs. Pendant les phases de tests, certains des employés se focalisent sur l'aspect RPG. Cependant, les testeurs les plus jeunes estiment que le jeu manque de combat. L'équipe insiste ainsi sur ces deux aspects.
L'équipe implémente un système de biographie optionnelle lors de la création du personnage, avec des caractéristiques uniques positives et négatives, qui a pour effet d'augmenter une capacité tout en limitant une autre. Toutefois, cette fonctionnalité est retirée sur demande d'Activision qui considère que le temps restant avant la sortie du jeu est insuffisant pour la tester,. Une barre d'ombre, gérant la quantité de lumière sur le personnage joueur figure sur des versions de travail, mais n'est finalement pas incluse dans le jeu. De plus, celui-ci ne se déroule que la nuit et ne comporte pas de cycle nycthéméral,. La salle d'arcade sur le port est censée accueillir des répliques jouables de bornes d'arcade de jeux Activision telle que Pitfall!, mais ceci est abandonné par manque de temps.

### Conception sonore
La bande-son est composée par Rick Schaffer, et comporte également plusieurs chansons utilisées sous licence,. C'est Activision qui gère ces acquisitions et qui choisit les artistes et les morceaux, Troika Games n'ayant aucune relation avec ces inclusions. L'éditeur obtient également le droit d'afficher des posters de certains groupes sur des murs dans le jeu,. La chanson Bloodlines de Ministry est spécialement créée pour le jeu,. La chanson Angel de Massive Attack est utilisée comme musique temporaire sur l'écran de menu du jeu et à la fin du jeu. Troika Games n'obtient pas les droits d'utilisation de la chanson et charge Schaffer de créer une musique similaire,. 
Les personnages Sebastian LaCroix et Smiling Jack sont respectivement doublés uniquement en anglais par Andy Milder et John DiMaggio. Brian Mitsoda double également lui-même quelques personnages.

### Fin de processus
Quand Le Temple du mal élémentaire est publié en septembre 2003, une partie de l'équipe travaillant sur ce jeu quitte Troika Games, les concepteurs restant étant intégrés dans l'équipe de Bloodlines, tant le travail sur le jeu demande des ressources.
Activision dévoile le jeu début mai 2003,, juste avant l'E3 2003 où il est présenté et fait forte impression. Cependant, en octobre, Valve est victime de pirates informatiques exploitant une faille de sécurité dans les serveurs de l'entreprise pour voler le code source de Half-Life 2. La nécessité de sécuriser cette faille également sur le moteur Source oblige aussi bien Valve que Troika Games à repousser la sortie du jeu. Bloodlines est reporté début 2005. Jusqu'en mai 2004, Troika Games et Activision annoncent un mode multijoueur, permettant de jouer en équipe contre une autre équipe de vampires, avec un système permettant de faire progresser chaque personnage de partie en partie. Cependant, l'équipe reste sans producteur pendant plus d'un an, avant que Mullich ne soit affecté au projet par Activision. Celui-ci trouve, sans production pour diriger le projet, une conception de niveau inachevée, des niveaux incomplets, créés puis abandonnés, ainsi que plusieurs complications techniques, notamment des problèmes de code pour la partie multijoueur,. À ce moment-là, le code multijoueur de Source en est à ses balbutiements, et le travail nécessaire pour permettre son fonctionnement est trop important ; l'idée de ce gameplay est donc abandonnée. L'équipe teste pourtant un système de conteur, un maître du jeu, mais elle estime que le jeu n'est pas assez amusant. C'est également l'une des raisons de l'abandon de ce mode de jeu, comme le choix de se concentrer sur la partie solo en raison des contraintes de temps, afin de la rendre la plus optimale possible.

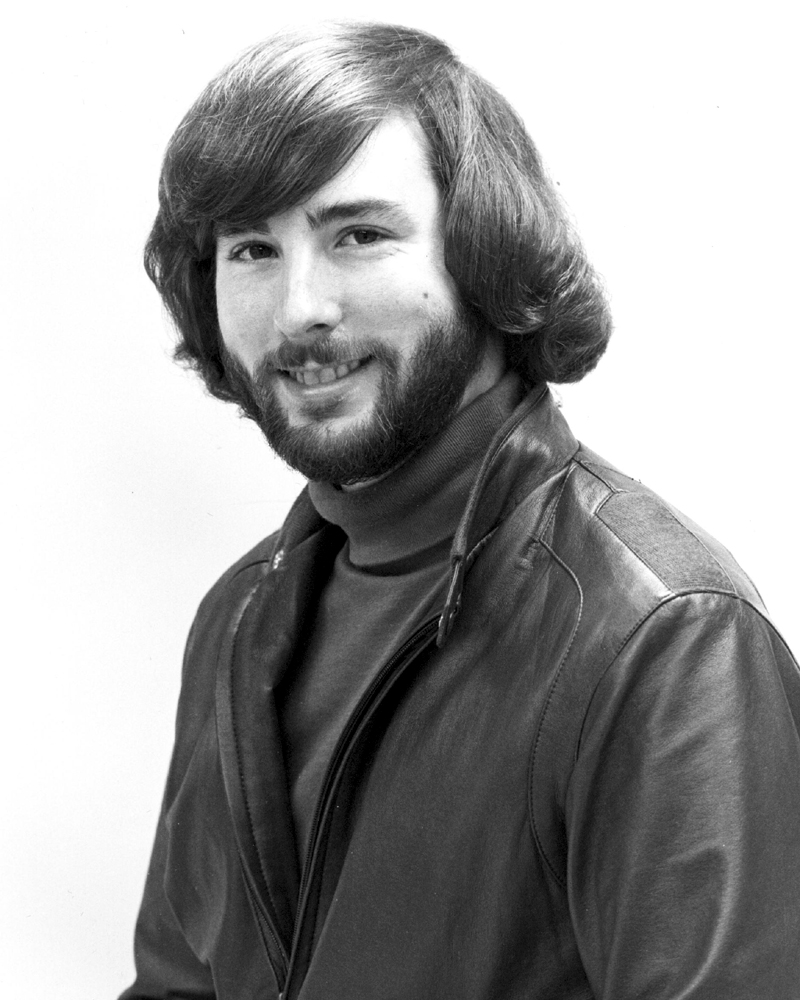
L'équipe reste sans producteur pendant plus d'un an, avant que David Mullich ne soit affecté au poste par Activision.

Outre les problèmes liés au moteur Source, les concepteurs constatent que la portée du jeu dépasse leurs capacités de production. Bloodlines propose plusieurs genres de gameplay nécessitant différentes interfaces, différentes animations et une intelligence artificielle pour les combats au corps à corps et l'infiltration et un système d'affichage à la première ou troisième personne au choix,. Bloodlines compte plus de 150 personnages avec 3 000 animations uniques, en plus des boss, avec leurs propres types de mouvement, soit beaucoup plus de personnages que la moyenne d'un jeu équivalent. Les concepteurs ont sous-estimé le temps requis pour développer et améliorer ces systèmes. Le contenu inadéquat ou non-fonctionnel n'est jamais supprimé, et l'équipe modifie sans cesse les composants pour tenter d'améliorer d'autres parties du jeu,. De plus, tout le contenu doit être approuvé par White Wolf Publishing et Activision.
Après trois ans de développement, le projet progresse lentement et aucune date de sortie pour le jeu n'est officiellement définie. Activision fixe une série d'échéances afin de permettre à Troika Games de tester efficacement le jeu. Celles-ci sont toutes dépassées, et le jeu dépasse même le budget financier prévu à l'origine. En 2003, Activision exige que le jeu puisse être commercialisé dans les mois qui suivent, et dans ce but, injecte plus de fonds pour que Troika Games mène à bien son travail sur Le Temple du mal élémentaire pour le compte d'Atari Inc., dans l'optique de permettre à l’équipe Troika Games de travailler exclusivement sur Bloodlines,. Activision lance finalement un ultimatum indiquant que le projet doit être achevé dans les mois qui suivent, le 15 septembre 2004,. L'équipe sait au moment où il lui est demandé de terminer en quelques mois, alors que c'est la période la plus intense demandant le plus de travail, que le projet n'est plus essentiel pour Activision. Troika Games fournit une version de Bloodlines à cette date. En raison de son ampleur, le jeu est testé pendant trois semaines. Activision considère que le jeu peut être commercialisé, mais est tenu contractuellement de retenir la sortie jusqu'au lancement de Half-Life 2 en novembre 2004.
Troika Games convainc Activision d'utiliser cette période de délai pour financer la fin du développement du jeu. Cependant, le budget supplémentaire n'est pas suffisant pour payer l'ensemble du personnel et certains employés ne seront pas payés. Cette nouvelle version retravaillée est une nouvelle fois testée pendant trois semaines, puis part en production et devient la version finale de Bloodlines. Celle-ci reste toutefois toujours inachevée lorsque le jeu sort. Jason Anderson, l'un des concepteurs, reproche à Activision d'avoir stoppé le jeu sans laisser assez de temps à l'équipe pour le tester entièrement. De son côté, Boyarsky défend Activision, pour avoir soutenu le studio malgré les dépassements budgétaires et des dates de sortie. Selon Anderson, l'équipe a réalisé des heures supplémentaires pendant la totalité des presque quatre ans du processus de développement, sauf seulement deux mois.
Activision engage le mannequin Erin Layne pour incarner le personnage nommé Jeanette Voerman dans les publicités du jeu. Layne travaille pendant une journée avec Tim Bradstreet, artiste de l'équipe de Bloodlines, pour réaliser des clichés choisis par Activision afin de représenter Jeanette sur les affiches, les vêtements et les autres articles liés au jeu.

## Commercialisation
Le contrat liant Troika Games à Valve permettant d'utiliser le moteur de jeu Source empêche Activision de publier Bloolines avant Half-Life 2. Le jeu n'a pas non-plus pu être dévoilé avant celui-ci, soit plus dix-huit mois après le début de son développement,. En février 2004, la sortie du jeu est prévue pour le printemps 2005, en partie pour éviter la compétition avec le titre phare de Valve et la concurrence des autres jeux sortis en prévision de la période des fêtes de fin d'année. Cependant, Activision avance la date à novembre 2004. En Europe, la sortie est au départ prévue pour le 26 novembre,.
Vampire: The Masquerade - Bloodlines est commercialisé le 16 novembre 2004 en Amérique du Nord et en Europe, en concurrence avec des jeux sortis à la même période comme Half-Life 2, Halo 2, ou Metal Gear Solid 3: Snake Eater,,.
Pour Mitsoda, en 2013, Bloodlines est publié « au plus mauvais moment possible, la plupart des gens ne savaient même pas que notre jeu était sorti [et selon lui], les fans comme l'équipe s'interrogent dès lors concernant ce qu'il aurait pu devenir avec six mois de travail supplémentaire »,. En référence à cette déclaration, Boyarsky estime en 2017 que trois à six mois supplémentaires auraient permis de rectifier de nombreux défauts techniques. Il n'a aucune certitude sur les plus gros problèmes, évoquant la seconde partie du jeu, « pas aussi bonne que le début », estimant que l'équipe a trop privilégié les combats dans le gameplay. Il considère qu'il est impossible de savoir si cela aurait permis au jeu de mieux fonctionner commercialement ou s'il serait tout de même resté un produit de niche, et que Bloodlines était « peut-être trop en avance sur son temps pour que le public l'apprécie », rajoutant finalement « mais nous ne le saurons jamais ».
La bande-son est publiée sur CD en édition limitée pour les clients ayant pré-commandé le jeu via Best Buy.
Fin décembre 2004, Troika Games publie un patch corrigeant de divers problèmes techniques, portant le jeu à la version 1.2.
Bloodlines est publié sur Steam en mars 2007,. Le jeu est commercialisé en avril 2016 sur GOG.com, notamment dans sa version corrigée par les patchs non officiels,.

## Accueil

### Réception

#### Appréciations générales
Vampire: The Masquerade - Bloodlines reçoit un accueil plutôt mitigé quoique globalement positif, lors de sa sortie, les critiques appréciant la qualité de la narration et la palette de choix à disposition du joueur, mais soulevant des problèmes techniques. La presse note l'ampleur et la variété des choix et des effets et considère cet aspect comme l'une des plus grandes réussites du jeu, comme la variété des clans possédant tous des dialogues spécifiques et les réactions de chaque personnage face à cette diversité, avec pour chacun leur propre loyauté et leurs préjugés envers les clans,. Selon Computer Power User, le jeu a plus d'intérêt que de simplement utiliser le moteur Source. GameSpy le considère comme un jeu de rôle classique presque sans défaut. Le titre est régulièrement comparé à d'autres jeux comme Fallout, Star Wars: Knights of the Old Republic, The Elder Scrolls III: Morrowind, Planescape: Torment, Baldur's Gate II,, ou Deus Ex. Eurogamer le compare à ce dernier, avec des vampires. Plusieurs médias comme Rock, Paper, Shotgun ou Eurogamer évoquent cependant un jeu qui n'est pas terminé,. Jeuxvideo.com le juge comme un RPG en deçà des attentes mais « il est indubitable qu'il a pour lui de très grandes qualités ». Le jeu totalise une moyenne de notes de 80,56 % sur GameRankings sur la base de 68 critiques et de 80 % sur Metacritic sur la base de 61 critiques.

#### Critiques dugameplay
GameSpot estime que certaines des meilleures missions sont basées sur l'infiltration, alors que les combats sont jugés plus simples. IGN loue l'exploration « enrichissante » proposée par Bloodlines en dehors de l'histoire principale, et GameSpy apprécie les missions « merveilleusement imaginatives »,. Eurogamer affectionne le scénario qu'il qualifie d'« intelligent » « sans aucune difficulté », puisqu'« aucun jeu ne s'en rapproche, aucun n'ayant même essayé ». GameSpy n'a jamais joué à un jeu de rôle aussi affecté par les choix du joueur, depuis celui du clan et de la construction du personnage, jusqu'aux actions dans les missions, qui influencent les dialogues et les options proposées. Jeuxvideo.com qualifie les missions et les quêtes annexes de « peu originales et assez besogneuses » allant de « l'excellence au laborieux ». Pour Gamekult, le jeu propose des solutions plus subtiles que la première adaptation de la franchise, Rédemption, qui consiste en une succession linéaire de combats, bien que celui-ci reprenne plus fidèlement le système de jeu originel. Le site juge les quatre zones de jeu principales trop petites et le level design décevant. Canard PC soulève également le problème de la petitesse des zones de jeu. GamePro considère que les phases d'infiltrations ajoutent une « dimension intéressante » au jeu. Edge relève l'incongruité de la possibilité d'obtenir une goule, puisque le jour ne se lève jamais, rendant ses services diurnes inexistants. Computer Gaming World estime que le jeu réussit à mettre en place une ambiance fidèle à la franchise. C'est aussi l'avis de Computer and Video Games qui vante l'immersion dans cet univers, et fait l'éloge du scénario.
Le système de combats est également critiqué,. Les observateurs qualifient les combats de « pauvres », « maladroits » et « insatisfaisants »,,. Les journalistes estiment que le jeu favorise le combat au corps à corps, les armes à feu étant « faibles », « lourdes » et « lentes », même pour un personnage spécialisé dans ce domaine,,. PC Zone juge cependant l'affichage à la première personne de « stimulant » et « divertissant ». Les combats rapprochés sont jugés lents, et parfois difficiles en raison d'interruptions provoquées par les attaques des ennemis, mais également déséquilibrés, à cause d'une puissance trop importante des armes,. Les critiques jugent la dernière partie du jeu « décevante », avec des missions répétitives axées sur le combat avec des ennemis capables de régénérer eux-mêmes leur vie. Le gameplay abandonne alors le dialogue et l'infiltration, au détriment des joueurs ayant construit un personnage doté de compétences sociales, plutôt que de capacités de combat,,. Jeuxvideo.com est globalement déçu par les trois possibilités de combat, le corps à corps, les armes de distance et la magie vampirique.

#### Critiques du scénario et des dialogues
Le scénario est plébiscité par la presse, considéré comme profond, mettant en scène avec succès la franchise Vampire : La Mascarade de White Wolf. Eurogamer considère que c'est le meilleur qu'il ait pu constater pour un jeu vidéo jusque-là. GamePro estime que c'est l'un des mieux écrits des RPG. D'autres le décrivent comme une histoire « superbement conçue » de conspirations, de subterfuges sous-jacents, de divertissement et d'intrigues,,. Les personnages du jeu sont bien accueillis, grâce à leur personnalité développée et mémorable, la plupart des personnages principaux possédant leur propre histoire et étant présentés comme des personnes vivantes plutôt que des personnages aux comportements dictés par des algorithmes,,. La fin du jeu reçoit un accueil mitigé, puisque certaines critiques apprécient les fins multiples, offrant une certaine rejouabilité, mais d'autres l'estiment décevante,. GameSpot et GameSpy apprécient les dialogues, et juge certaines répliques « remarquables »,. Eurogamer se félicite de la palette de choix proposés, offrant un plus grand contrôle de son personnage au joueur. PC Zone note cependant que certains choix dans les dialogues n'ont que peu d'effets sur la conversation et que la meilleure réponse est souvent la plus évidente. Selon Eurogamer, le langage vulgaire de certains personnages fonctionne et retranscrit mieux leur caractère. Les critiques saluent l'utilisation de thèmes pour adultes, tels que le sexe et la mort, dans le scénario d'un jeu vidéo (en 2004), qu'« aucun autre jeu n'avait abordé avec une efficacité similaire »,. Les thèmes adultes introduits dans le jeu sont jugés « efficaces », « sans aucune gratuité ni abus », et sont explorés avec « honnêteté » et « intelligence » par un « scénariste expérimenté »,. Selon Gamekult, les thèmes matures, mais aussi d'autres aspects comme le scénario, contrebalancent les problèmes du jeu.

#### Critiques des graphismes
De nombreux médias jugent les graphismes moyens, malgré l'utilisation du moteur Source. Pour GamePro, ils sont « un peu juste » mais restent « beaux ». Computer and Video Games juge le jeu graphiquement « impressionnant, mais […] n'atteint jamais les hauteurs vertigineuses de Half-Life 2 ». Gamekult et Canard PC considèrent les visuels en-deçà de ceux de ce dernier,. Le magazine remarque des expressions faciales « convaincantes », mais note que les visages n'ont pas le grain de peau de ceux du jeu développé par Valve, « qui rend les personnages si crédibles ». Pour Joystick, les visuels ne sont « pas super beaux, juste jolis », mais le magazine note cependant des « tons sordides », en accord avec l'ambiance. Il considère que les quartiers de Los Angeles ressemblent à des décors de cinéma, sans vie. Jeuxvideo.fr juge les visuels « pas particulièrement beau, […] parfois moches et toujours très dépouillés ». Computer Gaming World remarque à regrets que de nombreux personnages déambulant dans les rues ne sont que des copies des mêmes personnages.

#### Critiques de la partie sonore
Jeuxvideo.com qualifie la bande-son de « merveille » avec des musiques « parfaitement adaptées à l'ambiance du jeu ». Ce dernier point est également partagé par Gamekult. Le site perçoit la qualité du doublage en anglais. GamePro juge également le doublage de premier ordre. Computer and Video Games n'apprécie pas les bruitages, mais qualifie cependant la musique de « superbe » et d'« accompagnement parfait pour cet univers troublant et louche ».

#### Critiques abordant les problèmes techniques
Une grande partie des critiques adressées à Bloodlines concerne des problèmes techniques, mettant à mal l'expérience de jeu ou le rendant injouable. Plusieurs médias relèvent des ralentissements durant la partie, des bugs provoquant des fermetures inopinées du jeu ou des problèmes d'affichage de caractères dans les textes. Certains estiment que les temps de chargement sont fréquents, parfois longs, entre les zones ou lors de la sortie ou de l'entrée dans certains bâtiments,,,,. GameSpot qualifie l'intelligence artificielle de « médiocre », en raison de problèmes comme des ennemis se ruant souvent sur le personnage joueur s'il est armé, ou qui tirent depuis une distance trop grande pour être efficace, ou qui ont tendance à rester immobiles en attendant que le personnage joueur les frappe. IGN note que certaines phases d'infiltration ne correspondent pas bien aux séquences de jeu en cours et laissent les ennemis immobiles sans qu'ils puissent détecter l'avatar du joueur. GameSpy déclare que le moteur Source est la plus grande faiblesse de Bloodlines. Pour GameSpot, si l'aspect RPG est le meilleur côté du jeu, c'est le moteur Source et l'aspect FPS qui pèche,.

### Ventes
Bloodlines est un échec commercial. Il ne s'écoule qu'à 72 000 exemplaires à travers le monde, rapportant seulement 3,4 millions de dollars. Sa commercialisation en même temps que Half-Life 2 écoulé à 6,5 millions de copies, contribue à cette contre-performance, comme la spécialisation du studio Troika Games sur un marché de niche du jeu vidéo de rôle ; les deux autres jeux du studio, Arcanum : Engrenages et Sortilèges et Le Temple du mal élémentaire se sont également relativement peu vendus, respectivement à 234 000 et 128 000 copies, pour des gains de 8,8 millions et 5,4 millions de dollars. Les ventes décevantes de Bloodlines ont contribué à provoquer la fermeture du studio en février 2005 en difficulté financière, comme sa réputation de produire des logiciels buggés,,,,.
Par la suite, le jeu est commercialisé sur différentes plates-formes de distribution numérique telle que GOG.com, ou Steam depuis 2007. Sur cette dernière, le jeu s'est vendu à 492 000 exemplaires en 2015,.

### Évolution de l'image du jeu
Après son exploitation, Vampire: The Masquerade - Bloodlines bénéficie d'une meilleure considération et obtient un statut de jeu culte aussi bien auprès des joueurs que de la presse,,,. Plusieurs médias numériques, comme PC Gamer, GamesRadar+, Escapist Magazine, Game Informer, Rock, Paper, Shotgun reconnaissent ses qualités, et le voient comme un « chef-d'œuvre imparfait » ayant manqué de temps, de financement et de travail, qui a engendré une communauté fidèle modifiant inlassablement le jeu,,,,,.

### Distinctions
Vampire: The Masquerade - Bloodlines est nommé lors de l'E3 2004 pour un Game Critics Award du meilleur jeu vidéo de rôle, mais ne l'obtient pas,.
Fin 2004, IGN désigne Bloodlines meilleur RPG de l'année 2004. Computer Gaming World lui octroie ce même titre en mars 2005. Computer Games Magazine le nomme pour le titre de meilleur scénario de l'année, mais décerne le titre à Half-Life 2.
En 2006, PC Zone le liste en 7e position d'un top 10 des meilleurs jeux que le lecteur est peu susceptible d'avoir joué. En 2007, le magazine lui octroie la 28e place de son classement des 101 meilleurs jeux PC de tous les temps et PC Gamer le place 80e position de son top 100 des meilleurs jeux PC. En 2011, Rock, Paper, Shotgun le retient dans sa liste des 122 jeux vidéo sur PC importants, pour l'année 2004. En 2014, le magazine Maximum PC le place dans sa liste de jeux dont il aimerait connaître un remake. En 2013, PC Gamer le place dans sa liste de meilleurs jeux horrifiques sur PC, puis dans sa liste des meilleurs jeux PC en 2014 en 86e position, en 2015 en 63e position, en 2016 en 65e position. En 2015, Rock, Paper, Shotgun le désigne 15e meilleur RPG sur PC et 15e meilleur jeu d'horreur sur PC. En 2018, USGamer le place en 22e position d'un top 25 des meilleurs jeux vidéo de rôle. Le magazine le désigne en 2019 14e meilleur RPG de tous les temps dans une liste de 25 jeux.
En 2008, le site Bit-Gamer classe Jeanette Voerman au 2e rang d'une liste des meilleurs personnages non-joueurs. En 2014, GamesRadar+ place les personnages Therese et Jeanette Voerman en 9e position dans sa liste des meilleurs vampires dans les jeux vidéo.

## Postérité

### Fermeture deTroika Games

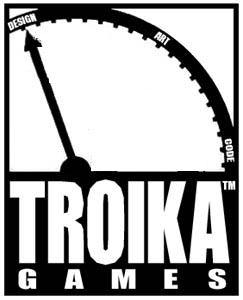
Bloodlines précipite Troika Games vers sa fermeture.

Juste après le lancement du jeu, la plupart de l'équipe de développement est licenciée. Le personnel restant travaille sur le patch destiné à rectifier certains problèmes liés à Bloodlines. Les employés tentent également de développer des concepts de jeu afin de sécuriser les fonds permettant à Troika Games de rester en activité,. L'équipe aurait aimé réaliser une suite ou une extension à Bloodlines, la décision appartenant à Activision. Elle prépare même un prototype, adaptation d'un autre jeu de rôle, Loup-garou : L'Apocalypse, de la même franchise Monde des ténèbres. Basé sur les assets de Bloodlines, il est constitué d'une petite zone dans laquelle évolue un loup-garou capable de se transformer en humain et vice-versa. Cependant, le studio ne parvient pas à obtenir de financement de la part d'Activision ou d'autres éditeurs. Les employés sont donc licenciés en deux étapes, la première en novembre 2004, suivie du reste du personnel en décembre, à l'exception des trois fondateurs Jason Anderson, Leonard Boyarsky et Tim Cain. Certains de ceux ayant travaillé sur les mises à jour de Bloodlines ne sont finalement pas payés, à cause des manques de fonds. Lorsque Troika Games clôt son activité en février 2005, aucun contrat n'est signé avec un éditeur et aucun jeu n'est en préparation,. Boyarsky précise que personne n'a travaillé sur le jeu après décembre et la seconde vague de licenciements.
Bien que les trois jeux développés par Troika Games aient été bien accueillis, les problèmes techniques récurrents sur toutes ces réalisations lui ont conféré l'image d'une entreprise produisant des jeux parsemés de bugs, ce qui a également contribué à la difficulté de trouver de nouveaux projets,,.

### Suites et univers
Le 29 octobre 2015, Paradox Interactive annonce le rachat complet des licences White Wolf Publishing auprès de CCP pour 1,2 million de dollars. En février 2019, Paradox tease le lancement d'une éventuelle nouvelle suite qui pourrait être annoncée le 21 mars 2019, jour d'ouverture de la Game Developers Conference à San Francisco,. La sortie du jeu en 2020 Vampire: The Masquerade - Bloodlines 2 est confirmée le 22 mars 2019 par Paradox sur PC (Windows), PlayStation 4 et Xbox One, lors de la GDC 2019. Le jeu est développé par Hardsuit Labs, le scénario est écrit par Brian Mitsoda, le scénariste principal de Bloodlines, en coopération avec Cara Ellison. L'intrigue met en scène un vampire Thinblood (possédant des capacités vampiriques faibles) dans la ville de Seattle,.
Le 16 février 2017, White Wolf Publishing publie World of Darkness Preludes: Vampire and Mage sur PC (Windows, notamment temporairement sur Steam), Mac et Linux, un jeu vidéo composé de deux fictions interactives se déroulant uniquement sous forme de messages téléphoniques. La première appelée Vampire: The Masquerade - We Eat Blood and All Our Friends Are Dead, écrite par Zak Smith et Sarah Horrocks, prend place dans l'univers Vampire : La Mascarade, et la seconde titrée Mage: The Ascension - Refuge est adaptée de Mage : L'Ascension. Les deux fictions sont accessibles séparément sur iOS et Android,,.
D'autre part, le 15 mai 2019, Big Bad Wolf Studio (qui a notamment développé The Council) annonce être en train de créer une autre adaptation du jeu de rôle. Intitulé Vampire: The Masquerade, ce RPG orienté narration afin de se rapprocher de la version papier, sera dévoilé en août 2019 lors de la Gamescom. En outre, un autre jeu orienté narration intitulé Vampire: The Masquerade - Coteries of New York est dévoilé le 4 juin 2019. Prévu sur PC et Nintendo Switch pour le dernier trimestre 2019, il est développé par le studio Draw Distance et met en scène la Camarilla et les Anarchs sur une toile de fond New Yorkaise.

### Contenu généré par les utilisateurs

En novembre 2014, CCP met fin au développement du projet amateur Project Vaulderie.

Des correctifs non officiels sont créés par les fans du jeu pour résoudre les problèmes techniques de Bloodlines et terminer les parties incomplètes ou le contenu manquant,,. Ainsi, un certain Dan Upright réalise plusieurs patchs, produisant une version que le dénommé Werner Spahl améliore. Par la suite, il repart cependant de la version 1.2, la dernière version officielle, la modifie, et complète et répare le jeu, introduisant des armes, et créant même une nouvelle zone ou des personnages. Celui-ci obtient une aide relative de la partie de certains développeurs comme Mitsoda qui lui donne des renseignements ou Schaffer qui lui fournit des musiques inédites. Il profite aussi du soutien et du concours de la communauté pour l'aider dans la résolution de bugs ou dans la création. En 2018, Boyarsky exprime son soutien à ces créations de fans. Des patchs existent en deux versions, l'un ne corrigeant que les problèmes techniques et l'autre rajoutant en plus du contenu inédit, et est notamment commercialisé sur le magasin en ligne GOG.com. Cette version augmentée est parfois critiquée par les joueurs, mais aussi par la presse,,,,,,,.
En avril 2014, une équipe de fans, ayant déjà créé le mod Bloodlines Resurgences pour le jeu, décide de lancer le projet Project Vaulderie, une refonte complète de Vampire: The Masquerade - Bloodlines, développée sur le moteur Unity. Cependant, CCP, qui détient à ce moment-là les droits de la franchise, met fin au développement le 24 novembre 2014, précisant que les droits d'adaptation en jeu vidéo sont toujours détenus par Activision,,.

### Ressources primaires
1. ↑  (en) « Clan Information: Giovanni », sur Won.net, 2000 (version du 6 mars 2001 sur Internet Archive).
2. 1 2 3 4 5 6  Troika Games. Vampire: The Masquerade - Bloodlines (PC (Windows)). Activision. 16 novembre 2004.
3. ↑  (en) « Vampire: The Masquerade - Bloodlines · AppID: 2600 », sur Steam Database.
4. ↑  (en) « Vampire: The Masquerade - Bloodlines », sur Steam Spy, 2015.

### Interviews
1. 1 2  (en) Gamespot Staff, « Vampire: The Masquerade - Bloodlines Designer Diary #1 », sur GameSpot, 17 octobre 2003.
2. 1 2 3 4 5 6 7 8 9 10 11  (en) IGN Staff, « Vampire: The Masquerade - Bloodlines Character System Interview », sur IGN, 30 avril 2004.
3. 1 2  (en) John [JCal] Callaham, « HomeLAN Fed : Exclusives : Vampire: The Masquerade - Bloodlines Interview », sur HomeLan Fed, 4 mars 2004 (version du 24 juin 2004 sur Internet Archive).
4. 1 2  (en) GD Staff, « Vampire: The Masquerade - Bloodlines », sur Games Domain, Juillet 2016 (version du 3 août 2004 sur Internet Archive).
5. 1 2  (en) GameSpy Staff, « Vampire: The Masquerade - Bloodlines Video Interview » [vidéo], sur GameSpy, 29 mai 2004.
6. 1 2 3 4  (en) « Vampire: The Masquerade - Bloodlines », Play, no 32,‎ août 2004, p. 68-69.
7. 1 2 3  (en) Gamespot Staff, « Vampire: The Masquerade - Bloodlines Designer Diary #6 », sur GameSpot, 3 mai 2004.
8. 1 2 3 4 5 6 7  (en) Richard Aihoshi - 'Jonric', « Vampire: The Masquerade - Bloodlines Combat Interview », sur IGN, 9 août 2004.
9. 1 2 3  (en) Stuart Bishop, « Interview: Vampire: The Masquerade - Bloodlines », sur Computer and Video Games, 5 septembre 2003 (version du 10 décembre 2007 sur Internet Archive).
10. ↑  (en) Whipporowill, « V:tm - Bloodlines; Leonard Boyarsky interviewed », sur RPG Codex, 30 juin 2004 (version du 21 août 2006 sur Internet Archive).
11. 1 2 3 4 5 6  (en) Andrew Ehrensperger, « David Mullich », sur GameStakers, 7 septembre 2014 (version du 7 mars 2016 sur Internet Archive).
12. 1 2 3 4 5 6 7 8 9 10 11  (en) Jim Rossignol, « Interview Without A Vampire: Bloodlines’ B Mitsoda », sur Rock, Paper, Shotgun, 6 avril 2009.
13. 1 2 3 4  John Keefer, « Boyarsky Discusses Troika's Closure », sur GameSpy, 25 février 2005.
14. ↑  (en) DarkUnderlord, « Vampire: The Masquerade - Bloodlines », sur Terra Arcanum, 29 mai 2004.
15. 1 2 3 4  (en) Gamespot Staff, « Vampire: The Masquerade - Bloodlines Designer Diary #3 », sur GameSpot, 16 décembre 2003.
16. 1 2 3  (en) Gamespot Staff, « Vampire: The Masquerade - Bloodlines Designer Diary #4 », sur GameSpot, 20 janvier 2004.
17. 1 2  (en) Gamespot Staff, « Vampire: The Masquerade - Bloodlines Designer Diary #5 », sur GameSpot, 22 mars 2004.
18. ↑  (en) Tom Jubert, « Brian Mitsoda Talks Vampire: Bloodlines & Newly Announced Dead State », sur Plot is Gameplay's Bitch, 30 août 2010.
19. 1 2 3  (en) « Leonard Boyarsky Q&A », sur Troika Chronicles, 9 août 2004 (version du 4 septembre 2004 sur Internet Archive).
20. 1 2 3  (en) Richard Aihoshi - 'Jonric', « Vampire: The Masquerade - Bloodlines Game Style Interview », sur IGN, 7 mai 2004.
21. 1 2 3 4 5  (en) Gamespot Staff, « Vampire: The Masquerade - Bloodlines Designer Diary #2 », sur GameSpot, 19 novembre 2003.
22. 1 2  Bertrand Jouvray, « Vampire Bloodlines », sur JeuxActu, 11 mars 2004.
23. 1 2 3 4 5  (en) Jon Birnbaum, « Vampire: The Masquerade - Bloodlines Interview », sur GameBanshee, 30 novembre 2004.
24. 1 2  (de) Sebastian Thor, « Vampire: Bloodlines & Troika - Eine Chronik ruhmreichen Scheiterns Teil 1 », sur Eurogamer, 10 octobre 2014.
25. ↑  (en) Outstar, « Rik Schaffer's Interview on Outstar's Bloodlines stream! » [vidéo], sur YouTube - chaîne Outstar, 4 mai 2015.
26. ↑  (en) Peterb, « David Mullich: The Interview », sur Tea Leaves, 19 août 2005.
27. ↑  (en) BuckGB, « Vampire: The Masquerade - Bloodlines Interview », sur GameBanshee, 27 février 2005.
28. 1 2  (en) Ben Barrett, « The path of Leonard Boyarsky – Vampire, Diablo, and what’s next for Obsidian », sur PCGamesN, 1er janvier 2018.

### Ressources secondaires
1. 1 2 3 4  Poischich, « Preview - Bloodlines », sur Gamekult, 1er août 2003.
2. ↑  (en) Paul Mallinson, « Sink your Teeth into… Vampire: The Masquerade - Redemption », PC Zone, no 79,‎ août 1999, p. 40-43.
3. ↑  (en) NG Staff, « Vampire: The Masquerade - Redemption », Next Generation, no 53,‎ mai 1999, p. 39-42.
4. ↑  (en) Pikachu Pambrun, « Vampire : La Mascarade », PC Team, no 59,‎ juillet/août 2000, p. 54-56.
5. ↑  (en) Jeff Green, « Doggy Style », Computer Gaming World, no 177,‎ avril 1999, p. 125.
6. ↑  (en) Mark Hill, « Sink your Teeth into… Vampire: The Masquerade - Redemption », PC Zone, no 92,‎ août 2000, p. 56-61.
7. ↑  (en) Carl Salminen, « Vampire The Masquerade: Redemption - The world of blood sucking freaks », sur Ars Technica, 2000.
8. 1 2 3 4 5 6 7 8 9 10 11 12 13 14  (en) Tom McNamara, « Vampire: The Masquerade - Bloodlines Review », sur IGN, 17 novembre 2004.
9. ↑  (en) Earnest Cavalli, « 10 Years, 10 Great Games: Earnest's picks », sur Joystiq, 7 août 2014.
10. 1 2 3 4 5 6  Dinowan, « La Mascarade - Dossier : Vampire : The Masquerade : Bloodlines », sur Jeuxvideo.com, 4 mars 2004.
11. 1 2 3 4 5 6 7 8 9 10 11 12 13 14 15 16 17 18 19  (en) Kieron Gillen, « Vampire: The Masquerade - Bloodlines », sur Eurogamer, 24 novembre 2004.
12. 1 2 3 4 5 6 7 8 9 10  (en) Kristan Reed, « Vampire: The Masquerade - Bloodlines », sur Eurogamer, 13 août 2003.
13. 1 2 3 4 5 6 7 8 9 10 11 12 13  (en) Tal Blevins et Trent Ward, « E3 2003: Vampire: The Masquerade - Bloodlines », sur IGN, 15 mai 2003.
14. 1 2 3  (en) Dan Adams, « Vampire: The Masquerade - Bloodlines », sur IGN, 19 octobre 2004.
15. 1 2 3  (es) « Vampire: The Masquerade - Bloodlines », Micromania, no 118,‎ novembre 2004, p. 42-44.
16. 1 2 3 4 5 6 7  (en) Allen "Delsyn" Rausch, « Vampire: The Masquerade - Bloodlines (PC) », sur GameSpy, 31 octobre 2003 (version du 6 février 2004 sur Internet Archive), p. 1-4.
17. 1 2 3  (en) Jason Ocampo, « Vampire: The Masquerade - Bloodlines Updated Impressions », sur GameSpot, 19 octobre 2004.
18. 1 2 3 4 5 6 7 8 9 10 11 12 13 14 15 16 17 18 19 20 21 22 23 24 25 26  (en) Jason Ocampo, « Vampire: The Masquerade - Bloodlines Review », sur GameSpot, 18 novembre 2004.
19. ↑  (it) « Vampire: The Masquerade - Bloodlines », PC Open, no 106,‎ mai 2005, p. 51.
20. ↑  Nerces, « Vampire: The Masquerade - Bloodlines », sur Clubic, 30 novembre 2004 (version du 23 octobre 2007 sur Internet Archive).
21. 1 2 3 4  (en) Tom McNamara, « Vampire the Masquerade: Bloodlines Hands-On », sur IGN, 29 octobre 2004.
22. 1 2  (en) Dave "Fargo" Kosak, « E3 2003 - Complete Coverage - Vampire: The Masquerade - Bloodlines », sur GameSpy, 19 mai 2003 (version du 15 février 2004 sur Internet Archive).
23. 1 2 3 4 5 6  (en) « Vampire: The Masquerade - Bloodlines », Computer Gaming World, no 238,‎ mai 2004, p. 33-34.
24. 1 2 3 4  (en) PC Zone Staff, « Vampire: The Masquerade - Bloodlines », sur PC Zone, 21 novembre 2003 (version du 14 juillet 2007 sur Internet Archive).
25. 1 2  (en) Russell Frushtick,, « Vampire: The Masquerade - Bloodlines », sur UGO Network, 1er novembre 2003 (version du 8 avril 2008 sur Internet Archive).
26. 1 2  (en) Jody Macgregor, « Great moments in PC gaming: Feeding in Vampire: The Masquerade—Bloodlines », sur PC Gamer, 25 mars 2019.
27. ↑  (en) Jason Ocampo, « Vampire: The Masquerade - Bloodlines Near Final Impressions », sur GameSpot, 9 novembre 2004.
28. 1 2 3  Allen Rausch, « Vampire the Masquerade: Bloodlines », sur GameSpy, 4 août 2004.
29. ↑  (en) Jody Macgregor, « Great moments in PC gaming: The Ocean House Hotel in Vampire: The Masquerade—Bloodlines », sur PC Gamer, 2 juin 2018.
30. 1 2 3 4  (es) « Vampire: The Masquerade - Bloodlines », Micromanía, no 122,‎ mars 2005, p. 108-113.
31. 1 2  (en) « Vampire: The Masquerade - Bloodlines - PC - Review », sur GameZone, 4 mai 2012.
32. 1 2  (en) Alice Bell, « Vampire: The Masquerade – Bloodlines accidentally gave me a power fantasy », sur Rock, Paper, Shotgun, 15 mars 2019.
33. ↑  (en) Cara Ellison, « S.EXE: Vampire The Masquerade – Bloodlines Part 1 », sur Rock, Paper, Shotgun, 20 juin 2014.
34. 1 2 3 4 5  Fumble, « Vampire: The Masquerade - Bloodlines », Joystick, no 166,‎ janvier 2005, p. 72-75.
35. 1 2 3 4 5 6 7 8  (en) Logan Westbrook, « The Last Masquerade », sur Escapist Magazine, 9 mars 2010, p. 1-3.
36. 1 2 3 4 5 6 7 8 9 10 11 12 13 14 15 16 17  (en) Rick Lane, « Reanimated: The story of Vampire: The Masquerade Bloodlines », sur Eurogamer, 10 juillet 2013.
37. 1 2 3 4 5 6 7 8 9 10 11 12 13 14 15 16 17 18 19  Allen Rausch, « Vampire: the Masquerade - Bloodlines », sur GameSpy, 16 novembre 2004.
38. ↑  (en) Richard Cobbett, « The RPG Scrollbars: The Best Punishments For Cheaters », sur Rock, Paper, Shotgun, 7 septembre 2015.
39. 1 2 3  (en) Javy Gwaltney, « Vampire: The Masquerade – Bloodlines Remains One Of Gaming's Best Worlds », sur Game Informer, 26 septembre 2018.
40. 1 2 3 4 5  (es) « Vampire: The Masquerade - Bloodlines », Micromanía, no 121,‎ février 2005, p. 98-104.
41. ↑  (en) « Out For Blood », sur GameBanshee.
42. 1 2  (en) GamesRadar Staff, « The 10 best vampires in video games », sur GamesRadar+, 24 février 2014.
43. 1 2 3  Allen Rausch, « : Vampire: The Masquerade - Bloodlines », sur GameSpy, 29 février 2004, p. 1-3.
44. 1 2 3 4 5  (it) « Vampire: The Masquerade - Bloodlines », Giochi per il mio computer, no 100,‎ février 2005, p. 150-155.
45. 1 2 3 4  (en) « The Lady is a Vamp », PC Zone, no 41,‎ mai 2004, p. 12-13.
46. ↑  (en) 1UP Staff, « Vampire: The Masquerade -- Bloodlines Review », sur 1UP.com, 9 février 2005 (version du 3 août 2012 sur Internet Archive).
47. ↑  (en) Sam Parker, « Vampire: The Masquerade - Bloodlines Preview », sur GameSpot, 9 mai 2003.
48. 1 2 3 4 5 6 7 8  RaHaN, « Test - Bloodlines : il ne sera pas immortel », sur Gamekult, 23 novembre 2004.
49. 1 2  (en) « Vampire: The Masquerade - Bloodlines - PC - Preview 3 », sur GameZone, 4 mai 2012.
50. 1 2 3 4 5  (it) « Vampire: The Masquerade - Bloodlines », Giochi per il mio computer, no 101,‎ mars 2005, p. 138-141.
51. 1 2 3 4 5  Dinowan, « "Vampire est un pur RPG" - Dossier : Vampire : The Masquerade : Bloodlines », sur Jeuxvideo.com, 4 mars 2003.
52. ↑  (en) Richard Aihoshi - 'Jonric', « Vampire: The Masquerade - Bloodlines First View », sur IGN, 16 novembre 2004.
53. 1 2  (en) Jody Macgregor, « How to have the best Vampire: The Masquerade—Bloodlines experience today », sur PC Gamer, 16 avril 2019.
54. 1 2 3 4 5 6 7  (en) Tom McNamara, « Vampire: The Masquerade - Bloodlines Review », sur IGN, 21 décembre 2004 (version du 22 mars 2016 sur Internet Archive).
55. 1 2 3  (en) PC Gamer, « Vampire: The Masquerade - Bloodlines », sur GamesRadar+, 13 août 2003 (version du 5 mars 2005 sur Internet Archive).
56. ↑  Dinowan, « "Infiltration, discute et force brute, 3 gameplays en un », sur Jeuxvideo.com, 4 mars 2003.
57. ↑  (en) Kieron Gillen, « Vampire: Bloodlines – Heather and Me », sur Rock, Paper, Shotgun, 9 avril 2008.
58. 1 2 3 4 5 6 7 8 9  (en) PC Zone Staff, « Vampire: The Masquerade - Bloodlines », sur PC Zone, 22 décembre 2004 (version du 29 novembre 2014 sur Internet Archive).
59. ↑  Allen Rausch, « Vampire: The Masquerade - Bloodlines », sur GameSpy, 10 mai 2004.
60. ↑  (en) Funky Zealot, « Vampire: The Masquerade - Bloodlines », sur GamePro, 22 novembre 2004 (version du 4 février 2005 sur Internet Archive).
61. ↑  (en) Tal Blevins, « Pre-E3 2004: Vampire: The Masquerade - Bloodlines », sur IGN, 4 mai 2004.
62. 1 2 3  Chris Cook, « New Vampire: The Masquerade - Bloodlines Soundtrack Details », sur Game Informer, 10 avril 2004 (version du 12 novembre 2004 sur Internet Archive).
63. 1 2 3 4  Poischich, « Vampire Bloodlines : la bande originale », sur Gamekult, 6 octobre 2004.
64. 1 2  (en) Rainier Van Autrijve, « Vampire: The Masquerade - Bloodlines Soundtrack Revealed », sur GameSpy, 5 octobre 2004.
65. 1 2 3 4 5 6 7 8 9 10  (en) Joe Blancato, « The Rise and Fall of Troika », sur Escapist Magazine, 26 décembre 2006, p. 1-4.
66. ↑  (en) Jason Ocampo, « Vampire: The Masquerade - Bloodlines Impressions », sur GameSpot, 20 février 2004.
67. 1 2  (en) Chuck Osborn, « Cover Story: Bloodlines - The Half Life 2 Engine Gets Dead Sexy », PC Gamer, vol. 10, no 114,‎ 2003, p. 46–54.
68. ↑  (en) IGN Staff, « Within the Vault », sur IGN, 31 juillet 2004.
69. 1 2 3  Allen Rausch, « Vampire: The Masquerade - Bloodlines », sur GameSpy, 18 octobre 2004.
70. ↑  (en) Curt Feldman, « Vampire soundtrack locked and loaded », sur GameSpot, 4 octobre 2004.
71. 1 2  (en) Kat Bailey, « The Top 25 RPGs of All Time #22: Vampire: The Masquerade - Bloodlines », sur USgamer.net, 19 juillet 2018 (consulté le 22 juin 2019).
72. ↑  (en) Andrew Park, « Vampire: The Masquerade - Bloodlines revealed », sur GameSpot, 7 mai 2003.
73. ↑  Poischich, « Vampire Bloodlines dévoilé », sur Gamekult, 6 mai 2003.
74. ↑  Rédaction, « Vampire : The Mascarade : Bloodlines », sur Jeuxvideo.com, 31 juillet 2003.
75. ↑  (en) « Half-Life 2 gets a new release date - Feb. 3, 2004 », sur CNNMoney, 1er février 2004.
76. ↑  (en) Jason Ocampo, « Vampire: The Masquerade - Bloodlines E3 2004 Preshow Impressions », sur GameSpot, 11 mai 2004.
77. 1 2  Rédaction, « Half-Life 2 Gold », sur Jeuxvideo.com, 19 octobre 2004.
78. ↑  (en) Tom Bramwell, « Vampire Bloodlines delayed », sur Eurogamer, 4 février 2004.
79. 1 2  Rédaction, « Bloodlines le 19 novembre », sur Jeuxvideo.com, 26 octobre 2004.
80. ↑  (en) Tor Thorsen, « Bloodlines bites Half-Life 2's release date », sur GameSpot, 11 novembre 2004.
81. ↑  (en) Alec Meer, « Undying: Vampire Bloodlines Patched Anew », sur Rock, Paper, Shotgun, 15 juillet 2011.
82. ↑  (en) B, « Genitorturers Featured On 'Vampire' Videogame », sur Blabbermouth.net, 11 novembre 2004.
83. ↑  Poischich, « Vampires Bloodlines : le patch 1.2 », sur Gamekult, 22 décembre 2004.
84. 1 2 3  AoNoShiro, « Vampire Bloodlines disponible sur GoG », sur Gamekult, 26 avril 2016.
85. ↑  (en) Andy Chalk, « GOG adds Vampire: The Masquerade—Bloodlines and kicks off a new sale », sur PC Gamer, 25 avril 2016.
86. 1 2 3  Bob Arctor, « Vampire the Masquerade : Bloodlines - Dans la peau d'un suceur », Canard PC, no 49,‎ 8 décembre 2004, p. 14-16.
87. 1 2 3  (en) Robert Coffey, « Vampire: The Masquerade - Bloodlines », Computer Gaming World, no 248,‎ février 2005, p. 82-83.
88. 1 2 3 4  (en) CVG Staff, « Vampire: The Masquerade - Bloodlines », sur Computer and Video Games, 19 novembre 2004 (version du 22 janvier 2007 sur Internet Archive).
89. 1 2  (en) « Vampire: The Masquerade - Bloodlines », Edge, no 145,‎ janvier 2005, p. 89.
90. 1 2 3 4 5 6  (en) Funky Zealot, « Vampire: The Masquerade - Bloodlines », sur GamePro, 8 décembre 2004 (version du 7 février 2005 sur Internet Archive).
91. 1 2 3  (en) Chuck Osborn, « Reviews - Vampire: The Masquerade - Bloodlines », PC Gamer, vol. 12, no 132,‎ janvier 2005, p. 92–94.
92. ↑  (en) « Vampire: The Masquerade - Bloodlines », Maximum PC,‎ février 2005, p. 91.
93. ↑  (en) « Vampire: The Masquerade - Bloodlines », PC Format, no 170,‎ janvier 2005 (lire en ligne).
94. ↑  (en) « Vampire: The Masquerade - Bloodlines », sur Play, janvier 2005.
95. ↑  (en) « Vampire: The Masquerade - Bloodlines », GMR, no 25,‎ février 2005, p. 98.
96. ↑  (en) 1UP Staff, « Vampire: The Masquerade - Bloodlines », sur 1UP.com, 8 décembre 2004 (version du 5 août 2011 sur Internet Archive).
97. ↑  (en) GamesMaster, « Vampire: The Masquerade - Bloodlines », sur GamesRadar+, 15 décembre 2004.
98. ↑  (et) Léo de Urlevan, « Test Vampire : Bloodlines », sur JeuxActu, 20 décembre 2004.
99. 1 2 3 4 5 6 7  Dinowan, « Test du jeu Vampire : The Masquerade : Bloodlines sur PC », sur Jeuxvideo.com, 19 novembre 2004.
100. 1 2  Nerces, « Test de Vampire : The Masquerade - Bloodlines », sur Jeuxvideo.fr, 30 novembre 2004.
101. ↑  Fury, « Vampire : The Masquerade - Bloodlines », sur JeuxVideoPC.com, 18 mai 2005 (version du 27 février 2007 sur Internet Archive).
102. 1 2  (en) « Vampire: The Masquerade - Bloodlines », sur Metacritic, juin 2019.
103. ↑  (en) « Vampire: The Masquerade - Bloodlines », Computer Power User, vol. 1, no 5,‎ janvier 2005, p. 92.
104. ↑  (en) « Vampire: The Masquerade - Bloodlines for PC », sur GameRankings, juin 2019.
105. 1 2 3  (en) Charles Herold, « Choose Your Role: Vampire or Card Wielder », sur The New York Times, 23 décembre 2004.
106. 1 2 3  (en) Rollin Bishop, « Looking back at the last games of defunct developers », sur GamesRadar+, 22 août 2012.
107. ↑  (en) Joshua Derocher, « Weekend Modder's Guide: Vampire The Masquerade Bloodlines », sur Destructoid, 11 février 2012.
108. 1 2  « Troika Games Officially Closed », sur GameDaily.biz, 25 février 2005 (version du 20 décembre 2005 sur Internet Archive).
109. ↑  (en) Joe Martin, « Valve releases Half-Life sales figures », sur Bit-Gamer, 4 décembre 2008.
110. 1 2  (en) Joanna Nelius, « Everything we know about Vampire: The Masquerade—Bloodlines 2 », sur PC Gamer, 30 mai 2019.
111. 1 2  (en) Mikel Reparaz, « The Top 7 Watchable TVs », sur GamesRadar+, 19 mars 2012.
112. ↑  (en) Jim Rossignol, « The Very Important List Of PC Games, Part 1/5 », sur Rock, Paper, Shotgun, 14 février 2011.
113. ↑  Trunks, « E3 2016 - Récompenses E3 2004 : les nominés », sur Gamekult, 27 mai 2004.
114. ↑  (en) Tor Thorsen, « Game Critics award Best of E3 2004 », sur GameSpot, 13 juillet 2004.
115. ↑  (en) IGN Staff, « IGN & GameSpy Highlights », sur IGN, 17 décembre 2004.
116. ↑  (en) « RPG of the Year : Vampire: The Masquerade - Bloodlines », Computer Gaming World, no 249,‎ mars 2005, p. 64.
117. ↑  (en) « The Best of 2004: The 14th Annual Computer Games Awards », Computer Games Magazine, no 172,‎ mars 2005, p. 48–56.
118. ↑  (en) PC Zone Staff, « The Best PC Games That Youve (Probably) Never Played », sur Computer and Video Games (PC Zone), 3 novembre 2006 (version du 28 janvier 2012 sur Internet Archive).
119. ↑  (en) PC Zone Staff, « The 101 best PC games ever, part one », sur PC Zone, 12 mai 2007 (version du 20 septembre 2007 sur Internet Archive).
120. ↑  (en) Staff, « PC Gamer's Top 100: 100-51 », sur PC Gamer, 7 août 2007 (version du 29 janvier 2010 sur Internet Archive).
121. ↑  (en) RPS, « The 122 Best PC Games Ever », sur Rock, Paper, Shotgun, 21 février 2011.
122. ↑  (en) Sean D Knight, « The Top 20 Games We Want Remastered », sur Maximum PC, 8 septembre 2014 (version du 8 juillet 2015 sur Internet Archive).
123. ↑  (en) « The 100 best horror games on PC », sur PC Gamer, 26 novembre 2013 (version du 6 octobre 2014 sur Internet Archive).
124. 1 2  (en) « The PC Gamer Top 100 Greatest Games », sur PC Gamer, 3 septembre 2015 (version du 27 septembre 2015 sur Internet Archive).
125. ↑  (en) « The PC Gamer Top 100 Greatest Games », sur PC Gamer, 3 décembre 2016 (version du 7 juin 2017 sur Internet Archive).
126. ↑  (en) RPS, « The 50 Best RPG On PC », sur Rock, Paper, Shotgun, 10 juillet 2015.
127. ↑  (en) Adam Smith, « The 25 Best Horror Games On PC », sur Rock, Paper, Shotgun, 27 juillet 2015 (version du 27 juillet 2015 sur Internet Archive).
128. ↑  (en) Staff, « The best RPGs on PC », sur PC Gamer, 30 avril 2019.
129. ↑  (en) Joe Martin, « Top 10 Computer Game NPCs », sur Bit-Gamer, 189 juillet 2008.
130. 1 2  (en) « The 100 Greatest Video Games », sur Empire, 1er juin 2009.
131. ↑  (en) Ben Barrett, « Troika’s Vampire team started work on a Werewolf game before they shut down », sur PCGamesN, 15 décembre 2017.
132. ↑  (en) Tor Thorsen, « Troika closes », sur GameSpot, 24 février 2005.
133. ↑  Gautoz, « Vampire : La Mascarade racheté par Paradox », sur Gamekult, 29 octobre 2015.
134. ↑  dafrans, « Vampire : The Masquerade annoncé par Paradox lors de la GDC ? », sur Jeuxvideo.com, 25 février 2019.
135. ↑  Clementoss, « Paradox semble teaser un nouveau Vampire The Masquerade avec Tender, une appli de rencontre vampirique », sur Jeuxvideo.com, 14 février 2019.
136. ↑  Borvo974, « Bande-annonce Vampire : The Masquerade - Bloodlines 2 : le sang coulera à flot en 2020 », sur Jeuxvideo.com, 22 mars 2019.
137. ↑  Tiraxa, « Bande-annonce Vampire : The Masquerade - Bloodlines 2 : présentation du clan Thinblood », sur Jeuxvideo.com, 25 avril 2019.
138. ↑  (en) Martin Robinson, « Vampire: The Masquerade - Bloodlines 2 is a darkly fascinating immersive sim », sur Eurogamer, 22 mars 2019.
139. ↑  (en) Andy Chalk, « World of Darkness Preludes tells interactive tales of Vampires and Mages », sur PC Gamer, 17 février 2017.
140. ↑  (en) Alice O'Connor, « White Wolf release new Vampire: The Masquerade game », sur Rock, Paper, Shotgun, 17 février 2017.
141. ↑  (en) Marcus Estrada, « World of Darkness Games Get the Interactive Fiction Treatment », sur Hardcore Gamer, 19 février 2017.
142. ↑  MalloDelic, « Big Bad Wolf (The Council) annonce Vampire : The Masquerade », sur Jeuxvideo.com, 15 mzi 2019.
143. ↑  MalloDelic, « Vampire : The Masquerade - Coteries of New York s'annonce en vidéo », sur Jeuxvideo.com, 4 juin 2019.
144. ↑  (en) Pavel Barter, « Closed for repairs: The Vampire's kiss », PC Zone, no 203,‎ février 2009, p. 17.
145. ↑  (en) Jim Rossignol, « Vampire: The Masquerade – Bloodlines », PC Gamer,‎ août 2008, p. 105.
146. ↑  (en) Robert Zak, « One man’s endless quest to fix Vampire: The Masquerade – Bloodlines », sur PCGamesN, 6 novembre 2017.
147. ↑  (en) Alice O'Connor, « Vampire: The Masquerade – Bloodlines Swoops To GOG », sur Rock, Paper, Shotgun, 25 avril 2015.
148. ↑  (en) Nathan Grayson, « Vampire: Bloodlines Achieves True Immortality, Hits Patch 9.0 », sur Rock, Paper, Shotgun, 25 avril 2014.
149. ↑  (en) Leah Williams, « How Fan-Based Projects Are Helping Preserve Video Games History », sur IGN, 14 octobre 2018.
150. ↑  (en) Adi Robertson, « The hidden afterlife of Vampire: The Masquerade — Bloodlines », sur The Verge, 23 août 2016.
151. ↑  Alexandre Combralier, « Un projet de refonte totale pour Vampire La Mascarade : Bloodlines », sur GamAlive, 17 avril 2014.
152. ↑  (en) Owen S. Good, « Fan-developed remake of Vampire: The Masquerade shut down, loses a year of work », sur Polygon, 24 novembre 2014.
153. ↑  [87], « Vampire The Masquerade - Bloodlines : Le remake des fans annulé », sur Jeuxvideo.com, 24 novembre 2014.
154. ↑  (en) « Project Vaulderie », Retro Gamer, no 181,‎ mai 2018, p. 73.